# 合眾國號郵輪
合眾國號是一艘已退役的美國遠洋班輪，於1950至1951年間為合眾國海運公司建造。該船是完全在美國建造的最大遠洋郵輪，也是迄今為止大西洋往返航行速度最快的班輪，自1952年首航以來即創下藍絲帶獎平均航速紀錄，至今未曾被打破。
本船由海軍工程師威廉·弗朗西斯·吉布斯設計，具備在戰時可改裝為運兵船的潛力。1952年至1969年間，她作為美國的象徵之一載運無數名人與移民穿越大西洋。合眾國號在蒸汽推進、船體設計、防火與損害控制等方面均具創新性。儘管擁有極高的航速，但隨著1960年代中期噴射客機與大西洋跨洋航班的普及，乘客人數逐漸下滑。
1969年，合眾國海運公司因財務危機而突然宣布合眾國號退出營運，原定航程全面取消。隨後幾十年間，該船多次易主，歷任船主皆試圖讓其恢復盈利，惟因船齡漸長且保養不善未能成功。1984年，其內部裝潢經拍賣出售；1994年，其艙內設施亦被拆除至僅存骨架。1996年，該船被拖往費城，並自此停泊至2025年2月。
自2009年以來，合眾國號保護協會（SS United States Conservancy）持續籌募資金，試圖防止該船遭到拆解。該機構於2011年正式購入此船，並曾提出多項修復計畫，惟皆未實現。2024年，由於與碼頭業者產生租賃糾紛，該船遭到驅離。因找不到合適新址，最終由佛羅里達州奧卡盧薩郡購入，並計畫於2026年將其沉沒於德斯坦近海作為全球最大的人工鱼礁。儘管如此，合眾國號的保存行動仍在進行中，已有新團體籌劃收購該船。

## 發展過程

### 設計階段

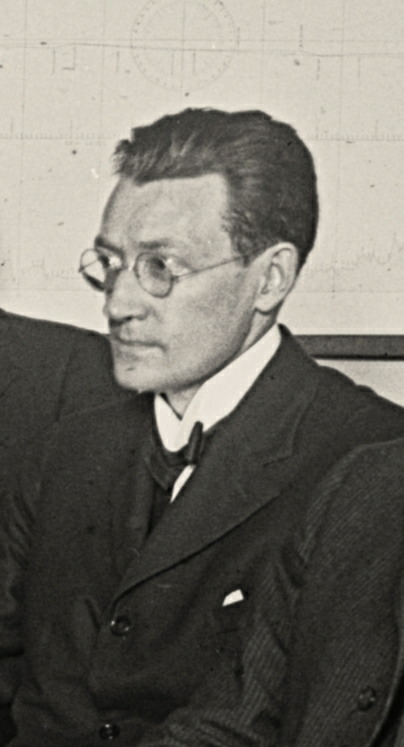
威廉·弗朗西斯·吉布斯，終生致力於設計「超級郵輪」。

合眾國號由威廉·弗朗西斯·吉布斯設計。1894年，年僅八歲的吉布斯觀看了聖路易斯號的下水儀式，從此對船舶產生濃厚興趣，並立志打造一艘超越所有船舶的宏偉班輪。（pp. 17, 18）
長大成人後，吉布斯的第一項重大工程是主導利維坦號班輪的改裝與重建工作。利維坦號班輪原為一次世界大戰後美國接收的戰利品，亦是當時全球最大的船舶之一。工程完成後，吉布斯的才能受到政府、媒體及業界廣泛肯定，例如《太平洋海事評論》稱其為「美國最傑出的海軍建築師」。（pp. 84–85）（p. 160）
吉布斯首艘完全由其設計的船舶為馬洛洛號，這是一艘用於太平洋航線的遠洋班輪。在試航期間，該船遭一艘貨船自中部水線撞擊，造成引擎艙嚴重破損。當時美國海軍前任船艦建造主任、亦為吉布斯導師的大衛·W·泰勒認為此船將如愛爾蘭皇后號般迅速沉沒。然而，Malolo 最終幾乎未受損並安全漂浮，傷亡輕微，這一奇蹟被歸功於吉布斯在設計上的精密考量，進一步鞏固了他的聲譽。（p. 200）（pp. 118–123, 202）
吉布斯藉由這些成果與美國官員建立聯繫，並提出建造一艘懸掛美國國旗、規模龐大的遠洋班輪構想。至1936年，美國政府計畫汰換老化的利維坦號，建造一艘能在和平時期作為遠洋班輪、戰時則能改為運兵船的新型船隻。雖然最終建造的班輪規模未如吉布斯最初構想般宏大，他仍獲選為設計者，該船即為後來的美國號遠洋班輪。（pp. 85–86, 169）
第二次世界大戰期間時，吉布斯和他所創立的公司已經設計了超過七成的美國作戰船隻，事業達到巔峰。他深信打造「超級遠洋班輪」的願景時機已經成熟。（p. 202）

### 建造過程

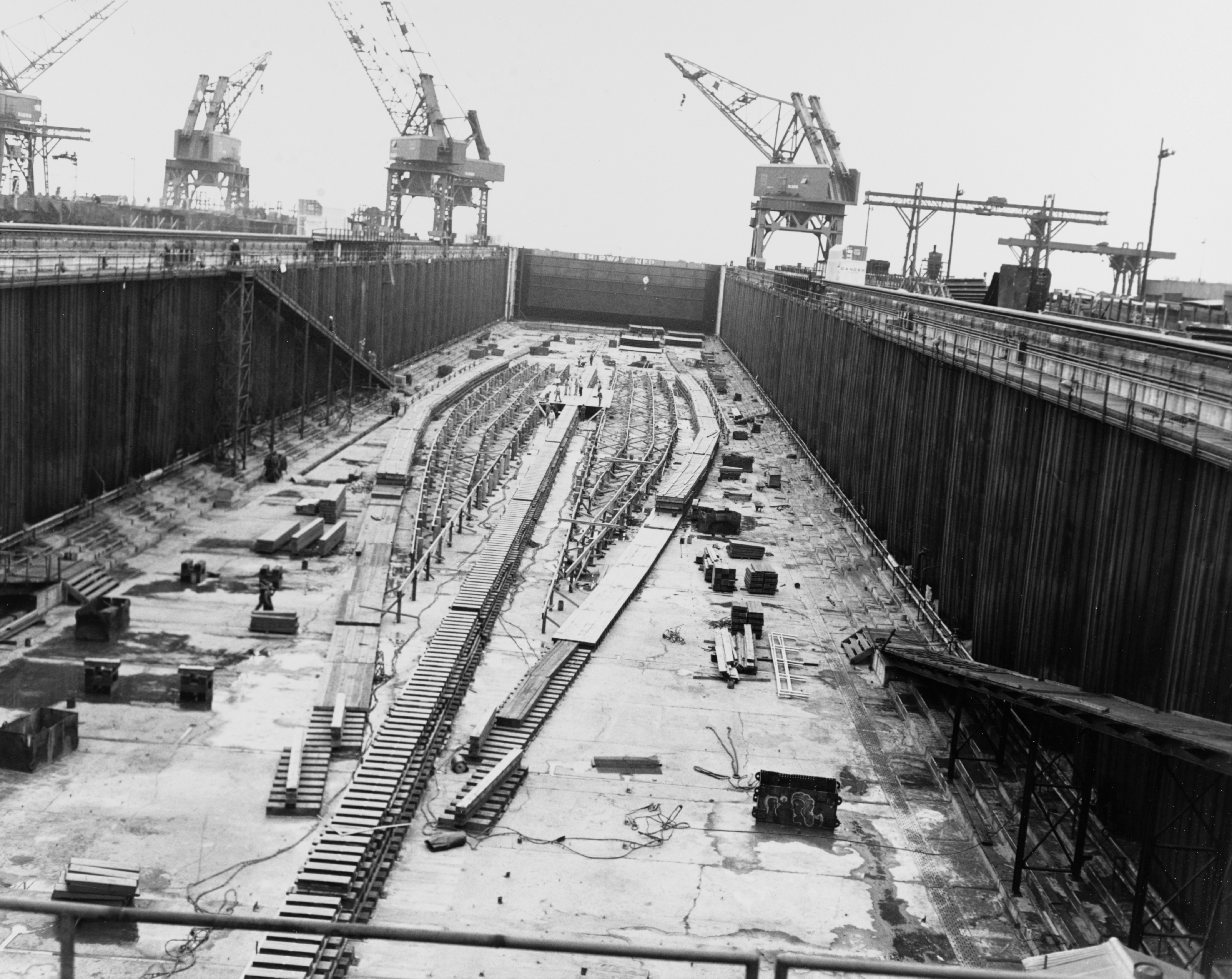
合眾國號航空母艦的龍骨鋪設作業，地點為紐波特紐斯造船廠，後來同處用於建造郵輪

第二次世界大戰期間，許多遠洋班輪，包括诺曼底号與瑪麗皇后號皆被政府徵用，用作軍隊往返各前線間的運輸工具。1945年，美國海事委員會提出設計需求，尋求一艘能應對未來戰事所需的大型船隻。吉布斯提交了他醞釀數十年的構想設計，最終成功獲得建造合約。（p. 186, 203）若發生戰事，本船最具潛力的用途即為運兵船。一旦遭動員，艙內家具可迅速拆除，為多達14,400名美國陸軍士兵提供運輸空間。其巨大的體積與高速性能，使其能不需補給便將整個師級部隊迅速部署至世界任一角落。（p. 12）（p. 215）
二戰結束後，新成立的美国国防部對於核子時代的軍事策略意見分歧。原定建造的超級航空母艦合眾國號航空母艦雖已鋪設龍骨，卻因爭議而遭取消。造船廠為填補這一空缺，決定拆除原航空母艦結構，轉而建造一艘同名的遠洋班輪，且在同一座乾船塢內進行建造。因此合眾國號成為首艘於乾船塢建造的遠洋班輪，透過預製化方式加速施工進度，其龍骨於1950年2月8日正式鋪設。（p. 100）
然而，戰後的美國海軍同樣面臨運輸能力大幅減少的問題。尤其在韓戰爆發、仁川登陸行動展開期間，國防部深感運兵船舶數量嚴重不足，於是決定徵用建造進度約完成三分之一的合眾國號，以低成本迅速填補戰力缺口。在海軍監管下，原設計中的套房浴室遭到拆除，艙室空間亦被重新劃分，以容納更多人員，同時增設火砲座、軍官餐廳、救生艇及其他軍用裝備。（p. 240）
合眾國號在國防部長路易斯·A·強森任內被徵用。強森認為，改裝現有船隻比新建一艘更為便宜且迅速。然而，就在徵用決定宣布數日後，強森即被解除職務，由喬治·C·馬歇爾接任。在與美國海事管理局局長會晤後，馬歇爾認為，合眾國號的改裝時間過長，難以應對韓戰期間的急迫需求。於是，在徵用宣布一個月後，美國參謀長聯席會議推翻該決策，將船隻歸還，並恢復原定的民用航行計畫。（p. 241）
合眾國號於1951年6月23日正式命名並下水（p. 100），由時任參議員湯姆·康納利的夫人露西爾·康納利（Lucile Connally）擔任命名贊助人。
該船的建造由美國海軍與合眾國海運公司（USL）共同合作，工程分為兩個階段。造價部分由雙方共同分擔：USL 出資2,500萬美元，政府則負擔2,000萬美元。政府另投入2,500萬美元，用於加裝「國防用途設施」，使得總建造費用達到7,108萬美元，儘管本船本身造價僅為4,440萬美元。（p. 227）

## 特徵

### 推進系統

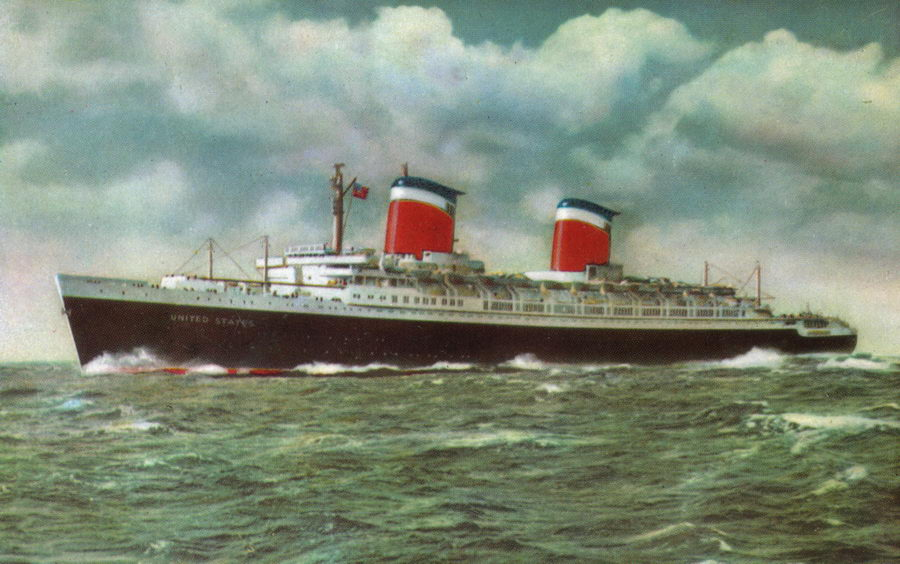
合眾國號試航期間的繪畫作品

合眾國號的動力系統是在與美國海軍緊密的合作下研發而成，因此具有軍事化設計特徵。雖然並未使用海軍現役設備，但設計團隊選擇了軍用機型的民用版本。機艙配置類似大型軍艦（如佛瑞斯特級航空母艦），具備分隔式的動力空間，以及系統冗餘與備援機制。（pp. 129, 141）
在常規運行下，本船理論上可每小時產生310,000磅（140,000）蒸汽，壓力達925磅力每平方英寸（6.38帕斯卡），溫度為975 °F（524 °C）。這些蒸汽由八具採用海軍標準的M型鍋爐所產生，然而實際操作僅達總容量的54%。這八具鍋爐平均分布於兩座引擎艙，各置四具。前段引擎艙的鍋爐由巴布柯克-威爾科斯公司設計並製造，後段鍋爐則由福斯特-惠勒公司負責。（pp. 129, 132）
蒸汽驅動四具由西屋電氣公司製造的雙重減速齒輪式蒸汽渦輪發動機，各自連接一條传动轴。每具渦輪機的輸出功率約為60,000軸馬力（shp），總功率達240,000 shp。若以極速航行為目標，設計初期估算在蒸汽溫度達1,100 °F（593 °C）、壓力達1,145磅力每平方英寸（7.89帕斯卡）時，可輸出約266,800 shp。（pp. 17, 134）
四條傳動軸各自帶動一具直徑約18英尺（5.5）的螺旋槳。由於設計師具有軍用背景，每具螺旋槳皆可高效地雙向旋轉，使船舶能靈活地前進或後退，並減少氣蝕與震動。兩具內側螺旋槳採用五葉設計，這一點為設計核心機密之一；外側兩具則為四葉。這項設計正是本船能夠達成高速航行的關鍵之一。（pp. 138–139）

### 煙囪與上層建築

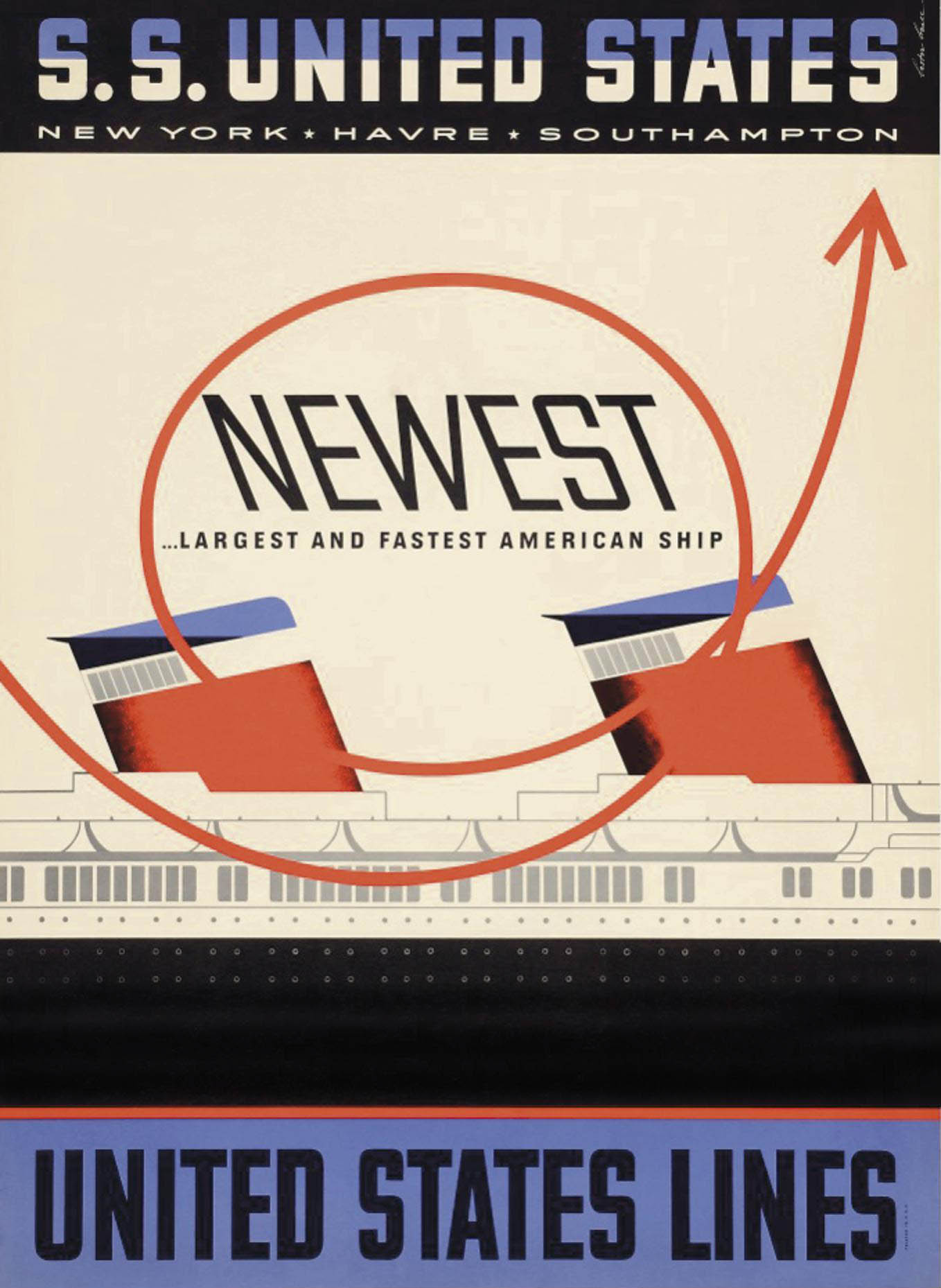
由於獨特的色彩、造型與尺寸，煙囪成為本船標誌性設計（如圖中宣傳海報所示）

船隻的煙囪主要功能為保持通風並排放廢氣。吉布斯認為，煙囪同時也是塑造船隻與船主形象的重要視覺標誌。為了打造難以忘懷的輪廓，吉布斯在船艛中央設置了兩座龐大的、紅白藍配色的淚滴形煙囪。每座煙囪高55英尺（17），寬60英尺（18），是當時世界上尺寸最大的海用煙囪。（pp. 246–248）
此煙囪設計可視為吉布斯在設計利維坦號、美國號等客輪所積累經驗的巔峰之作。為防止煙灰沾染甲板與乘客，煙囪兩側裝有水平導流翼，可將廢氣排至遠離船體處。吉布斯早年參與利維坦號 改裝時發現，煙囪過高會影響船體穩定性，因此在設計合眾國號時決定以輕質鋁合金建造煙囪與上層建築，以降低重心、避免傾覆風險。該工程是當時全球規模最大的鋁合金建築專案，也成為鋁材在船舶上首次大規模應用的範例。（pp. 246–248）
然而，以鋁材建造煙囪與上層建築也帶來挑戰。鋁相較於傳統金屬較難成形與處理，使煙囪製造成為全艦最複雜的部分之一。施工期間必須特別留意焊接處避免電化腐蝕，因為鋁需與鋼質甲板連接。這一繁複工序一度引發造船工人不滿，但建造過程最終仍順利完成。（pp. 246–248）

### 航速
合眾國號的最高航速至今仍存在爭議，且在一段時期內屬軍事機密。根據傳聞，船隻在首次試航時曾達到43 kn（80 km/h；49 mph）的極速。《紐約時報》在1968年報導指出，該船在最大輸出功率240,000 hp（180,000 kW）時，可達42 kn（78 km/h；48 mph）之速。
其他來源（如約翰·J·麥克馬倫及合夥人的研究報告）則估算其可持續最高航速為35 kn（65 km/h；40 mph）。最終，該船於1952年6月10日的全功率試航中創下最高實測航速38.32 kn（70.97 km/h；44.10 mph）的紀錄。

## 室內設計

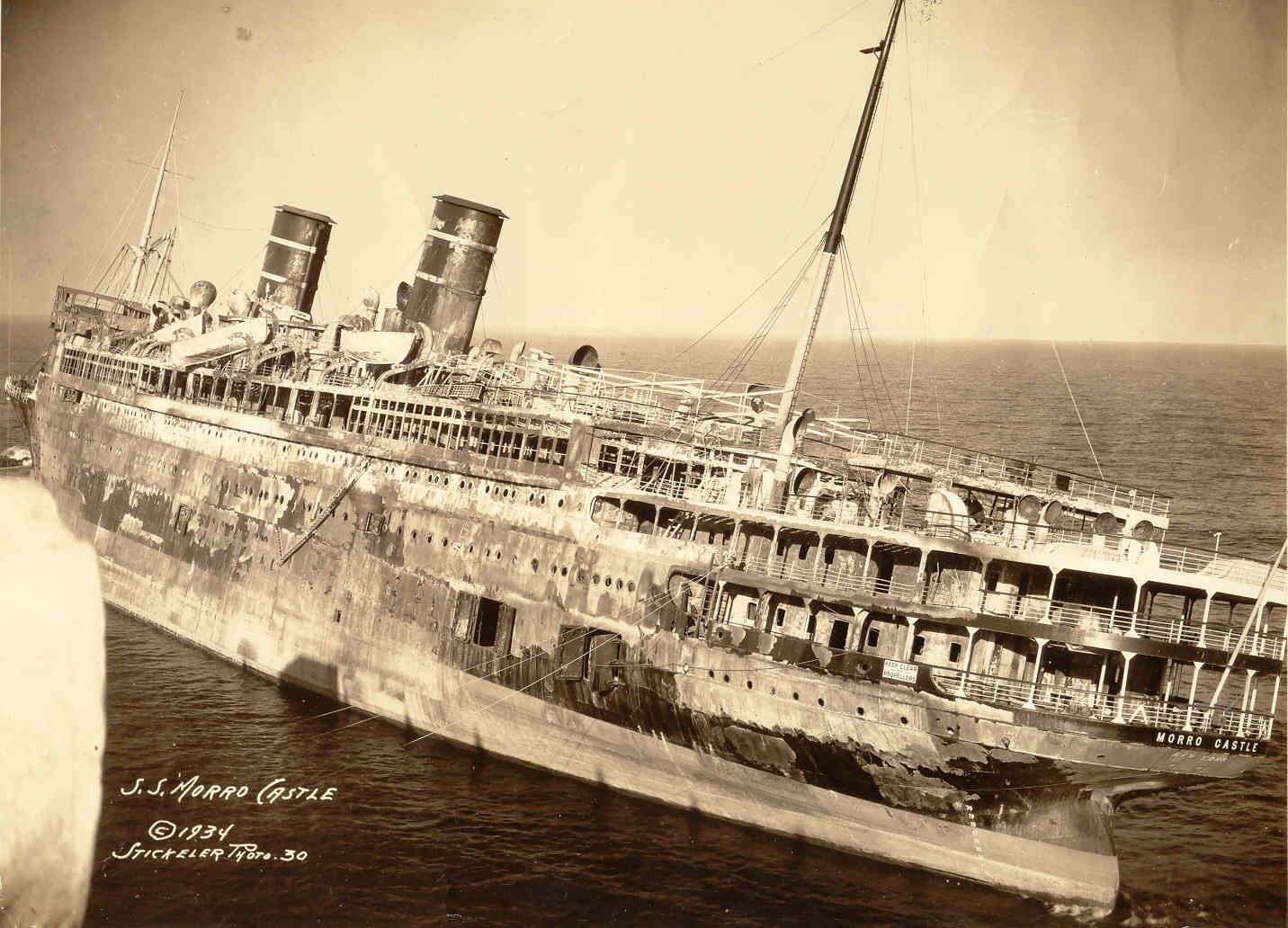
莫羅城號燒毀後的殘骸，該事故促使美國號在防火安全設計上採取嚴格措施。

合眾國號的室內設計由多蘿西·馬克瓦爾德與安妮·厄克哈特（Anne Urquhart）擔綱，她們亦曾為美國號設計內裝。兩人的設計理念是：「打造現代、清新、當代的風格，強調簡約勝於宮廷氣派，內斂優雅勝於浮華奢麗」。馬克瓦爾德與厄克哈特也希望在內裝上延續船艦外觀的流線感，進而展現船體速度感的視覺印象。（p. 93）
為達此設計風格，船上裝潢採用了大量世纪中期现代主义元素，黑色油毡覆蓋的甲板搭配銀邊飾條，進一步強化了視覺效果。儘管整體設計在當時與其他競爭船隻相比風格獨特，但由於裝飾風格較為簡潔，與傳統郵輪常見的奢華宮廷風格大異其趣，因此部分習慣舊式風格的乘客形容其內裝「更像是一艘海軍運兵船」。（p. 93）
船上設有一間兒童遊戲室，由愛德華·梅舍科夫設計。他同時也負責整體內部空間的防火安全設計，在材料選用上全面採用具阻燃性能的產品，並嚴格遵循防火標準。（p. 93）

### 防火安全
在合眾國號完工之前，海上曾發生數起重大火災事故，例如莫羅城號與諾曼第號事件。威廉·吉布斯因此明確要求本艦必須具備徹底的防火設計，這項要求也展現了他一貫對安全與細節的堅持。
為了最大程度降低起火風險，合眾國號的設計明確禁止船上使用木材，唯一例外是廚房中用於切肉的木製砧板。所有裝潢設備，包括家具與織品，皆以玻璃、金屬與玻璃纖維等材料特製，確保符合美國海軍的防火規範。艙間內部大量使用含石棉的壁板，而許多小型用品則以鋁製成。舞廳中的三角鋼琴原設計為鋁製，但最終改以紅木打造，並在接受實驗測試（在木材上澆汽油並點燃）證明其不易燃燒後才獲得使用許可。

### 藝術裝飾
船上的藝術裝飾由藝術家希爾德雷斯·梅埃與小奧斯汀·珀維斯負責，並與室內設計師馬克瓦爾德合作。兩位藝術家的目標是打造一種不受任何單一藝術風格所拘的獨特視覺形象。由於本船旨在成為美國形象的海上象徵，設計團隊決定使其整體風格反映國家特質，這一理念體現於以美國主題命名與裝飾的各個空間，例如密西西比河、美洲原住民或美國動植物等元素。
船上裝飾有數百件獨特的藝術作品，包括雕塑、浮雕壁畫與繪畫。因應重量與防火需求，藝術品廣泛使用铝材，並與黑與銀的主題色彩呼應。例如一樓至上層的頭等艙階梯處設有近200尊鋁雕作品，每層樓梯平台展示一隻白頭海鵰雕像，並配以每個美國州份的州鳥與州花標誌。（p. 93）

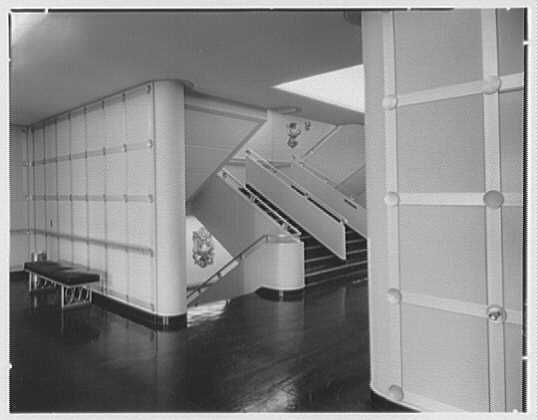
艦內樓梯間，每層樓梯平台上皆裝飾有美国国玺的鋁雕作品。[6]（p. 93）
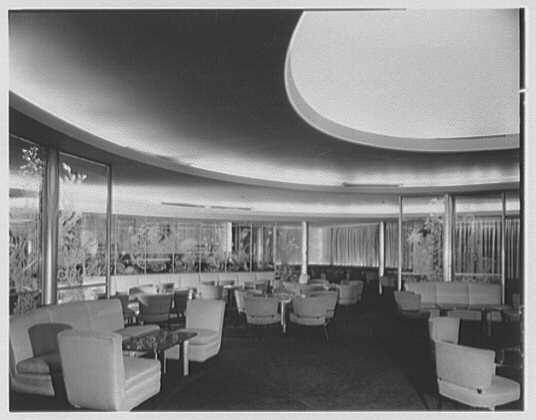
舞廳，內有鋼琴與舞池，專供頭等艙乘客使用。[6]（p. 60）
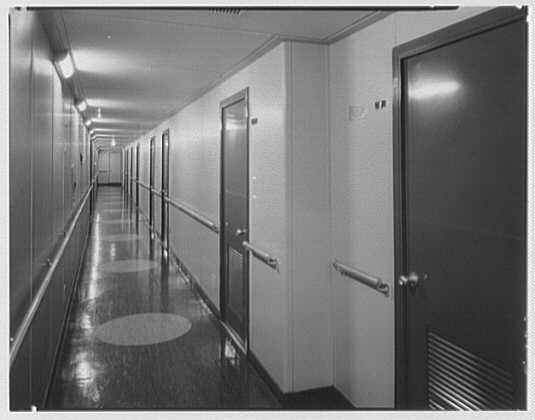
走廊空間設計簡潔，曾被形容為有如軍艦風格。
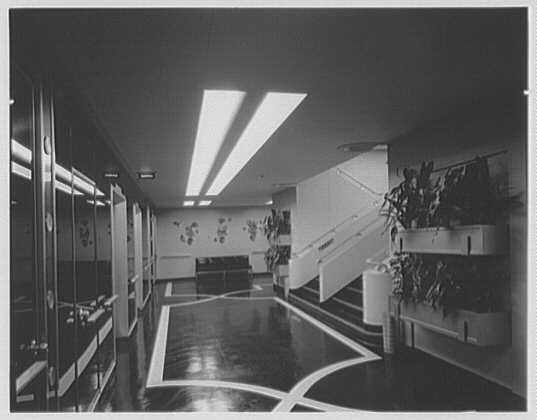
樓梯平台展示船上典型的黑色油毡與銀色飾邊風格。
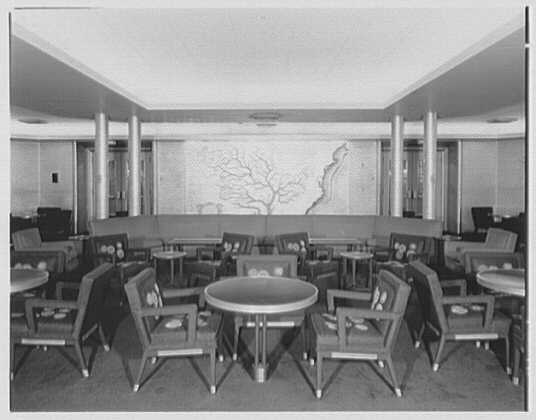
普通艙等休息室，背景為希爾德雷斯·梅埃繪製的《密西西比河》壁畫。
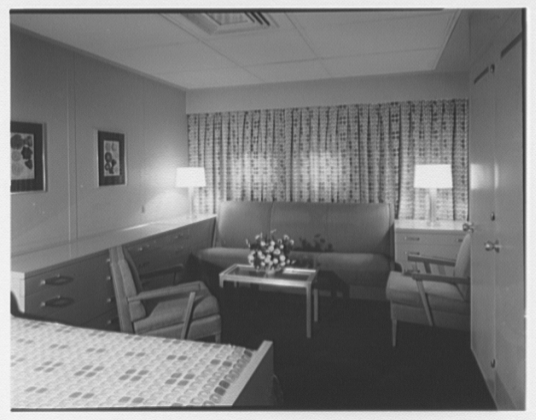
頭等艙U141室內配置，展示世纪中期现代主义家具，以及船艙內裝普遍簡潔的設計。圖中未示私人浴室。

## 艙等制度
吉布斯的設計延續了傳統遠洋班輪的三艙等制，為乘客劃分為頭等艙、普通艙（cabin class）與旅遊艙（tourist class）。每一艙等皆獨立設有各自的餐廳、酒吧、公共空間、服務與娛樂設施。吉布斯的構想是讓乘客自行維持艙等間的隔離，僅於健身房、游泳池及劇院等設施中得以共用。（p. 70）
這種明顯且具實體性的艙等隔離，被視為源自舊世界的階級觀念，有別於整體主打「美國」主題的合眾國號精神；該船所象徵的美國形象，經常被看作是與舊世界的舊錢階級與階級隔離制度相對立的存在。
在滿載情況下，合眾國號可容納894名頭等艙、524名普通艙與554名旅遊艙乘客。（p. 16） 在一般航季中，頭等艙票價起跳為350美元（折合2024年約為$4,098），普通艙為220美元（約$2,576），旅遊艙則為165美元（約$1,932）。（p. 138）

### 頭等艙
頭等艙乘客享有船上最高等級的服務與設施，包括舞廳、吸煙室、頭等艙餐廳與餐館、觀景廳、主大廳、樓梯間與甲板長廊等空間。多數此類設施皆設於船體中段，遠離引擎噪音與震動干擾。（pp. 59, 64）
因其地位與空間寬敞，頭等艙長年受到知名乘客青睞。最為知名的「鴨子套房」（Duck Suite）由愛德華八世與华里丝·辛普森夫婦使用而聞名。該套房由三間頭等艙房間合併而成，內含四張床、三間浴室、兩間臥房與一間起居室，牆面裝飾為水禽圖像，因而得名。除鴨子套房外，船上還可合併組成最多14間類似配置的高級套房，高於一般頭等艙等級。（pp. 59, 64）
這類雙臥套房的票價起跳為930美元（約合2024年$10,889），專為最富裕乘客設計。與鴨子套房相同，此等空間反映戰後美國的生活水準，擺脫繁複裝飾，並以自然風景為主題。所有套房皆配備可調光燈光，這在其他船隻上尚屬首見。（p. 262）

### 普通艙
普通艙（Cabin Class）針對中產階級設計，價格與舒適度居於頭等艙與旅遊艙之間，達到一種平衡。每間客艙配有四張床與私人浴室，主要設置於船尾區域。雖無法與頭等艙相比，但乘客仍能享受以往僅高階艙等才有的設施與服務。（pp. 66–67）
此外，普通艙乘客可與頭等艙共用餐食、游泳池與劇院設施，因此成為追求高品質體驗卻預算有限旅客的理想選擇。

### 旅遊艙
旅遊艙為預算有限或不願負擔高額票價者（如移民與學生）所設。 旅遊艙為最便宜艙等，客艙設於船身周邊，受搖晃與噪音影響較大。每間客艙配備兩組上下舖床位，設計簡潔，缺乏裝飾細節。洗手間為公共空間，由同一走道上的乘客共用。
服務品質亦較低，旅遊艙乘客在船員眼中屬最低優先。儘管條件最為克難，合眾國號的旅遊艙環境仍顯著優於當時其他船隻的統艙或三等艙設施。（pp. 68, 70）

## 商業航運時期(1952–1969年)

### 處女航

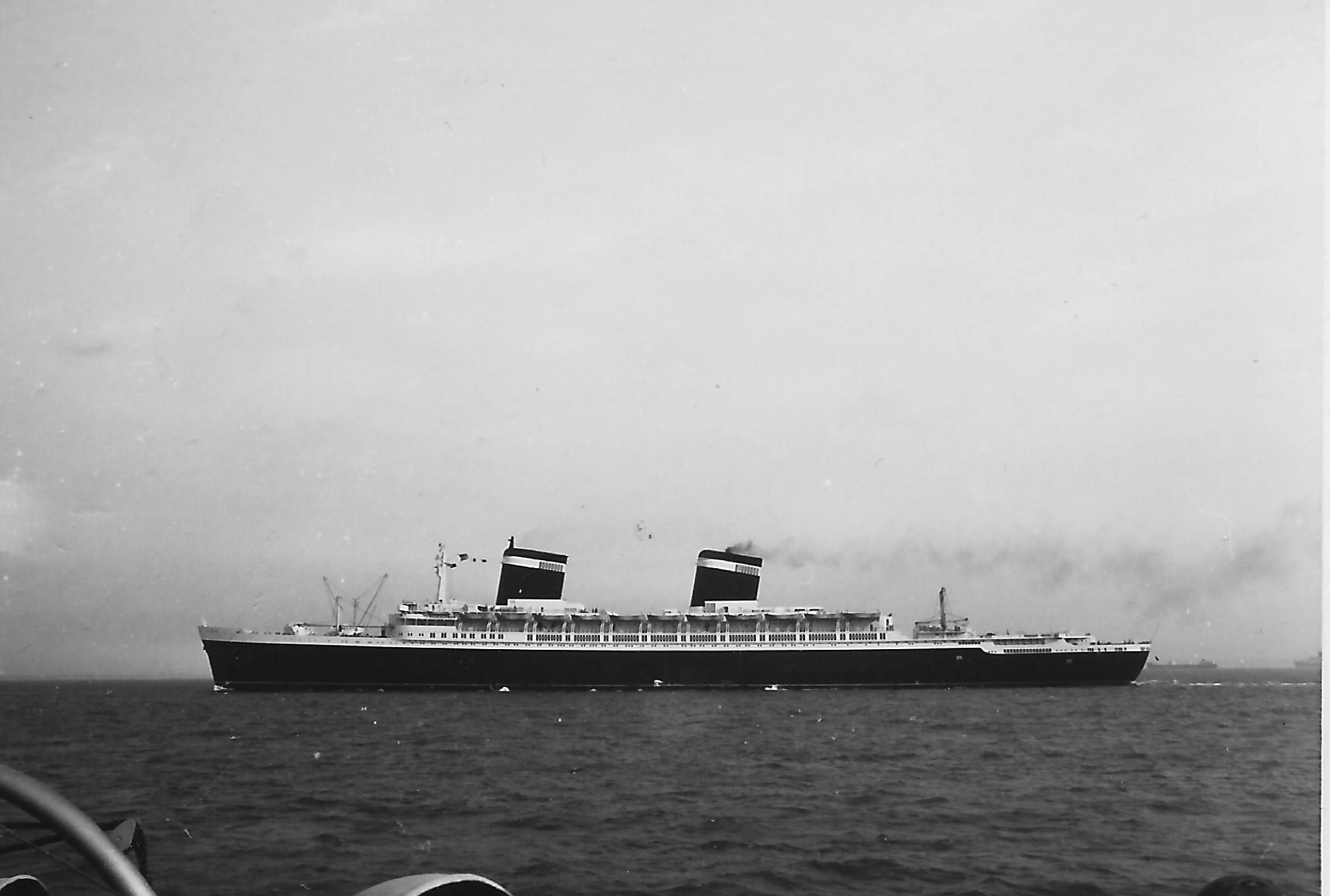
合眾國號於1952年夏季處女航返程期間，攝於朴茨茅斯港口。

合眾國號於1952年7月3日至7日完成其處女航，打破了過去14年由瑪麗皇后號保持的東向跨大西洋最快航速紀錄，耗時三天十小時四十分，從紐約港的安布羅斯燈船航行至英國康沃爾郡外的主教岩，平均航速達35.59 kn（65.91 km/h；40.96 mph），贏得藍絲帶獎獎項。返航途中，合眾國號同樣打破了西向跨大西洋最快航速紀錄，再度超越由瑪麗皇后號保持的紀錄，以三天十二小時十二分的時間返抵美國，平均航速為34.51 kn（63.91 km/h；39.71 mph）。在紐約市，該船的擁有者獲頒海爾斯獎杯，作為藍絲帶競賽的實物象徵。
該船在返美時受到盛大歡迎，進入紐約港時由樂隊、直升機及小艇護送，迎接群眾達數千人。作為藍絲帶的象徵，船隻於雷達桅杆掛上長長的藍色旗幟。許多人注意到由於高速航行，船體新漆層已有脫落現象。數日後，船員受紐約市正式歡迎，舉辦了彩帶遊行，有超過2000人護送，並吸引約15萬觀眾。活動核心為船長哈利·曼寧，他因1929年在佛羅里達貨船船救援船員而成為少數兩度獲得彩帶遊行表彰的人士之一。
此次創下的紀錄，並不代表合眾國號在實際營運中的常態航速。在處女航前，外界普遍預期合眾國號將與英國的伊利沙伯皇后號郵輪爭奪藍絲帶榮譽，成為兩國海運實力的象徵。1951年，吉布斯曾指示船員：「不要大幅超越紀錄，只需合理地超車，例如以32節的航速即可打破紀錄。」他希望讓經營伊莉莎白王后號的冠達航运有機會打造略快的新船，再由合眾國號以更高航速進一步突破，達到技術與聲望的雙重制高點。
合眾國號的速度潛力同時也因安全考量而受到限制。船公司意識到船員對新船的操作仍不夠熟悉，為避免為了追求速度而造成不必要的風險，特別下令穩健航行。鐵達尼號的沉沒成為一段沉重且極具個人意義的教訓：合眾國號的CEO約翰·富蘭克林（John Franklin）正是白星航運時期鐵達尼號經理菲利普·富蘭克林之子；而公司董事之一文森特·阿斯特則則在那場災難中失去了其父約翰·雅各·阿斯特四世。出於對潛在事故的憂慮，富蘭克林甚至特別為合眾國號的處女航準備了一封僅在災難發生時才可啟封的封存信函。

### 跨大西洋航行

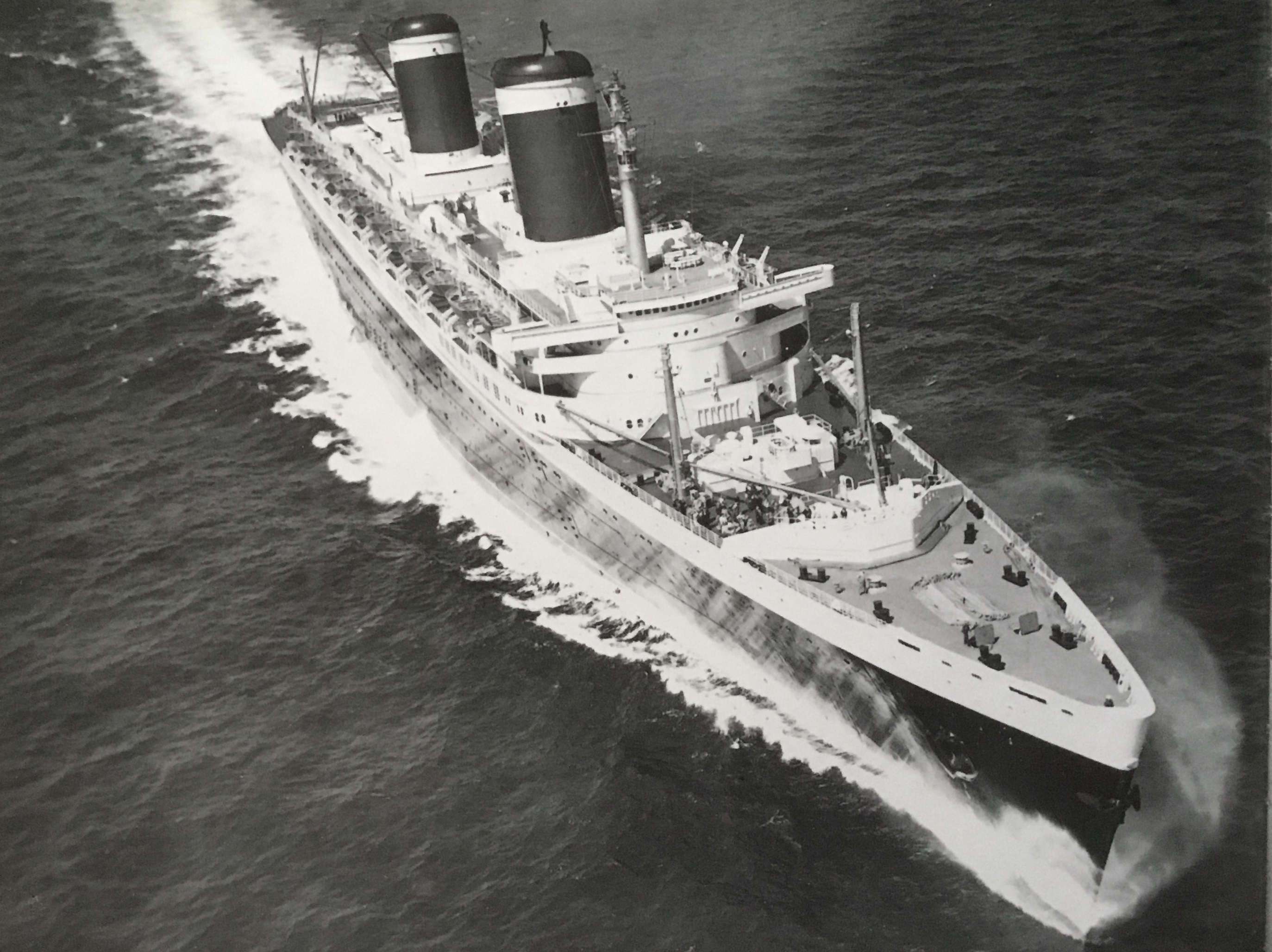
合眾國號以35節速度穿越大西洋的空拍照。

在日常營運中，合眾國號以約30至32節（56至59 km/h；35至37 mph）的速度行駛，以維持五晚航程的固定時刻表。1950年代，United States號在跨大西洋航線非常受歡迎，航行於紐約、南安普敦和勒阿弗爾之間，偶爾也停靠於不來梅港。船上常見多位常客與名人乘客，包括瑪麗蓮·夢露、茱蒂·嘉蘭、卡里·格蘭特、薩爾瓦多·達利、艾靈頓公爵以及在1962年電影《一路順風！》中以該船為背景的華特·迪士尼。 船上較不為人知的名人則有克勞德·瓊斯，這位與艾靈頓合作的長號手以服務生身份在船上工作，並於1962年逝世。
合眾國號自投入營運以來表現極為出色，迅速成為北大西洋航線上最受歡迎的客輪之一，並憑藉其卓越的知名度與性能吸引穩定的旅客來源。合眾國海運公司因此開始規劃建造一艘「姊妹船」，構想類似冠達航運旗下瑪麗皇后號與伊莉莎白王后號的搭配模式，實現雙船交替營運。1958年，這項構想進一步發展為建造「華盛頓總統號」（President Washington）的計畫。這艘超級客輪的設計與合眾國號極為相似，原定取代老化的美國號，並部署於美國西岸服務太平洋航線。然而，由於美國國會最終未批准所需的撥款，該計畫未能付諸實行。（pp. 169–170）

### 衰退

推廣合眾國號新年之旅的宣傳單。隨著公司獲利下滑，該船開始提供異國行程以吸引旅客。然而本次航程與其他數次計畫同樣因1969年停航而取消。

1957年，活塞引擎客機首次在跨大西洋運輸中超越遠洋班輪，成為主要的載客工具。隨著喷气式飞机的問世，情勢更加惡化，後者只需數小時即可飛越大西洋，相較之下，即使最快的郵輪亦需數日航行。儘管如此，美國郵船公司與其他航運企業最初仍將航空業視為一時潮流，未予以重視。（pp. 167–169）
1960年代，合眾國號的聲譽因船長、航海士與領航員國際組織多次罷工而受損，造成航程取消，旅客轉向其他船隻。購票已不再能保證順利搭乘，不穩定的服務使乘客與公司高層漸感不耐與失望。（p. 170）在航班取消與航空競爭的雙重壓力下，旅客數量日益減少。1960年，美國郵船公司甚至拒絕公布全年乘客統計，因人數已降至無法見人。1961年情況進一步惡化，美國商務部宣布，合眾國號將不再承擔軍方人員與其家屬之運輸任務。政府認為遠洋郵輪在冷戰期間易成蘇聯轟炸機目標，改採空運更為安全。此一政策變更對公司造成重大打擊，並加速了客源流失。（p. 171）
為了刺激銷售，美國郵船原計劃將旗下的美國號改裝為觀光郵輪，並退出跨大西洋航線，轉而服務北美度假航線；合眾國號也計畫進行類似的轉型，在冬季淡季以郵輪形式營運，增設客艙衛浴，並將部分休息區改建為泳池。然而由於財務狀況困難，這項預計耗資1,500萬美元的改裝計畫最終未能付諸實行。公司遂將剩餘資金投入大型廣告行銷活動。（p. 171）
儘管積極展開宣傳，至1961年為止營運情況仍未見起色。某次預定航程僅售出350張船票而被迫取消。美國政府原先提供補貼的條件之一，是要求合眾國號持續營運跨大西洋航線，即使處於虧損狀態。然而在美國郵船的施壓下，政府最終撤銷了這項規定。隔年，合眾國號首度前往加勒比海開展郵輪航線，停靠站包括拿騷、聖托馬斯島、千里達、庫拉索島與克里斯托弗等地。該船為當時該地區最大的船隻，並在艉部甲板臨時加設泳池，但並未配置專門的遊客艙。（pp. 172–173）
即使改變航線方向，合眾國號的營運成本仍高居不下，乘客逐漸轉向如法國號班輪等新型郵輪。至1963年，船員與公司高層對合眾國號的未來日益感到憂慮。1965年，再度爆發罷工，導致整個夏季航程取消，損失9,000名旅客與約300萬美元營收。（p. 178–179）
至1968年，大西洋郵輪市場日益萎縮，只剩下合眾國號、法國號班輪與伊莉莎白王后號三艘船仍在營運。為與競爭者區隔，合眾國號轉向提供前往歐洲、非洲與南美等地的長途航程，一度再度成為大西洋上最受歡迎的客輪。該年，美國郵船公司被Walter Kidd & Co.收購，買方認為遠洋郵輪時代已告終。與此同時，美國政府也因乘客數量不足，開始逐步削減對合眾國號的補貼。（pp. 175–177）
雖然收入尚稱穩定，但合眾國號的營運成本逐年上升，初期年收入約為1,600萬至2,000萬美元，支出則從1,800萬攀升至2,600萬。船隻初服役時仍有每年300萬美元利潤，但至1960年已轉為每年虧損200萬美元，至1968年財政年度時虧損擴大至400萬美元，即便總收入並未顯著下降。此外，綜合罷工帶來的額外開支、工會費用調升、政府補助削減、管理不善與市場需求下降等多重因素，合眾國號的退役已勢在必行。1969年10月25日，該船完成第400次航程後返抵港口，隨即被命令提前前往紐波特紐斯進行年度檢修。此舉迫使原定為期21天的航程取消，儘管當時船公司仍持續接受未來航班預訂。（pp. 178–179）

## 退役（1969年－1996年）

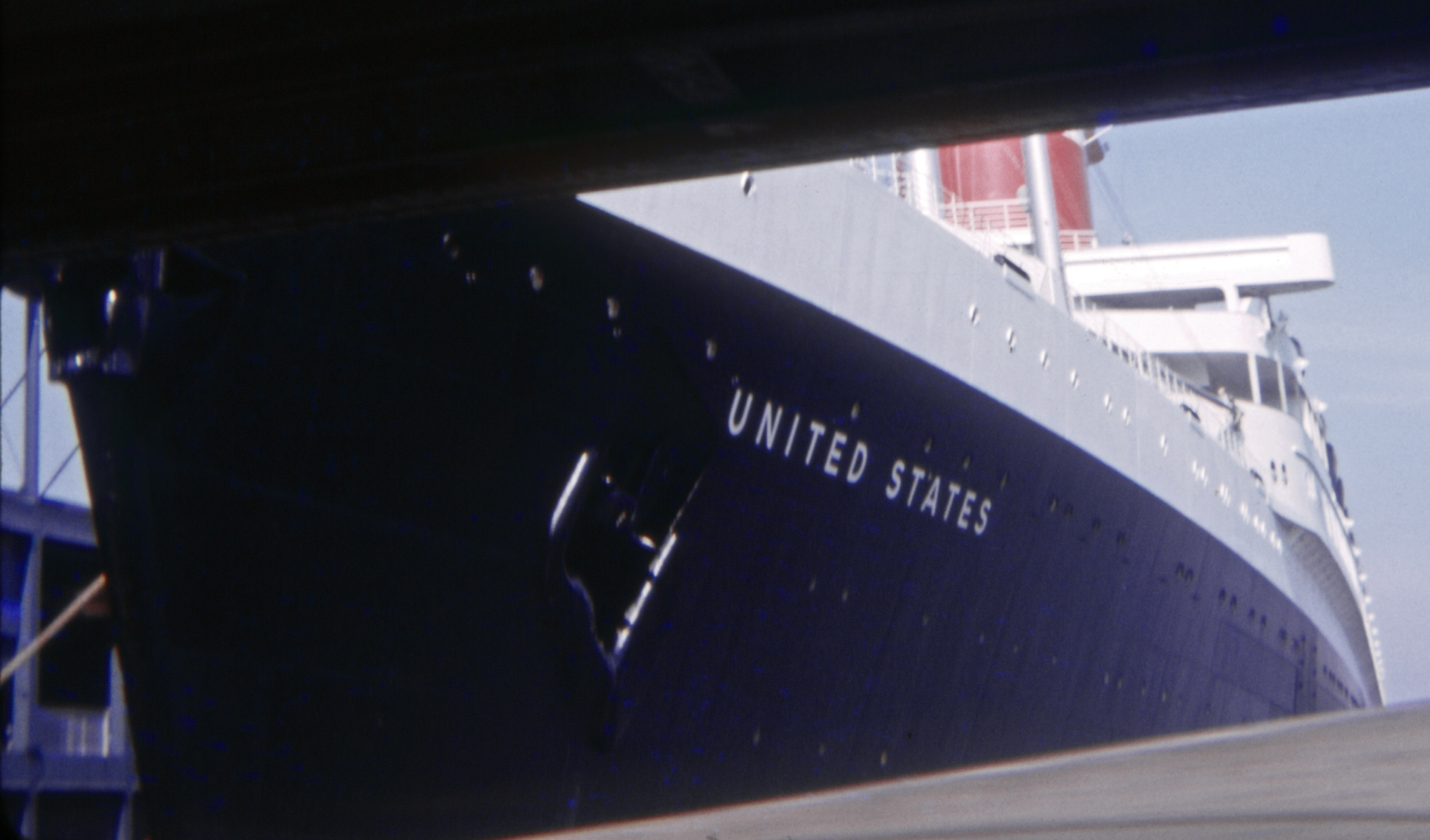
停靠紐約86號碼頭的合眾國號，攝於1964年。

在新港紐斯進行年度檢修期間，美國郵船公司宣布合眾國號將於11月11日退出營運。1969年11月，美國海軍對本船進行了氣密封存與除濕處理，以確保最低程度的劣化。多年停航期間，船隻的狀況依然保持相當良好。
在密封期間，船上的家具、裝飾與船員制服皆留在原處。煙囪被塗到一半時工程突然中止，至今仍可見塗裝未完成的痕跡。 儘管許多人認為該船退役是無可避免，但這項決定對乘客與船員仍造成震驚。在缺乏預警的情況下，船員於數日內失業，被迫草草結束工作；而乘客寄存的行李則轉載至列奧納多·達文西號以搭乘新航程。（pp. 184–185） 合眾國號退役時，共完成800次橫渡大西洋（400次往返），航行2,772,840海里（5,135,300 km；3,190,930 mi），載運超過1,025,691名乘客。
1970年6月，合眾國號被移至位於維吉尼亞州諾福克的諾福克國際碼頭。1973年，美國郵船公司將該船移交予美國海事管理局。1976年，挪威郵輪被傳出有意購買並改裝為加勒比航線郵輪，但由於船隻設計中包含機密軍事技術，MARAD拒絕出售，使該公司轉而購買法國號並改名為挪威號（SS Norway）。美國海軍於1977年解密該船設計。
同年，由哈利·卡茲（Harry Katz）領導的一個團體試圖收購此船，並將其停泊於大西洋城作為酒店與賭場使用，但該計畫未實現。 到了1978年，美國海事管理局認定合眾國號對政府已無價值，並允許其被出售。（p. 363）然而，一份近期被揭露的美國政府問責局（GAO）文件對1970年代流傳的敘述提出質疑，特別是有關軍事機密設計是否真的影響船隻交易。根據GAO說法，MARAD於1973年2月接管合眾國號後，即嘗試將其出售或租賃給私人業者。GAO文件指出，合眾國號初期是開放給美國公民標購，並要求仍需在美國國旗下營運。首次拍賣起標價為1,210萬美元，之後降至750萬美元。儘管有業者表示興趣，所有標案皆因未附10%押金而遭取消資格。
1973至1975年間共舉行三次拍賣皆告失敗。1976年，MARAD放寬規定，允許合眾國號可「用作浮動飯店，停泊於美國可航水域中」。根據新條件，該船於1976年與1978年再度進行兩次拍賣，開標價為500萬美元，惟因同樣無人繳納押金而流標。
最終買家為「合眾國號郵輪公司」（United States Cruise Lines），由理查·哈德利（Richard Hadley）主導，於1978年9月與MARAD簽訂私下交易協議，未經拍賣程序。另有意競標方海洋貨櫃公司對此提出抗議，指控該交易為暗中操作。GAO於1979年裁定該申訴無效，交易正式生效。

### 醫療船計畫
1970年代，美國海軍已全面退役其所有医疗船。由於合眾國號（SS United States）已退役，且其船體規模與高速航速具備快速全球部署能力，因此在1983年曾被研究作為改裝醫療船的候選艦。若改裝完成，該船將以「美國合眾國號」（USNS United States）名義服役，可容納約1,600張病床，船尾將設置直升機起降甲板，船首則規劃用於垂直補給操作的甲板，船內亦將全面翻新，配備高達23間手術室與完整專科病房，醫療設施水準可與大型陸上醫院比擬。
該計畫由美國國防部主導，並預定將船常駐於印度洋。然而，海軍認為整體計畫成本過高且實施困難，最終並未採取任何行動。（p. 194–196）

### 拆除與劣化

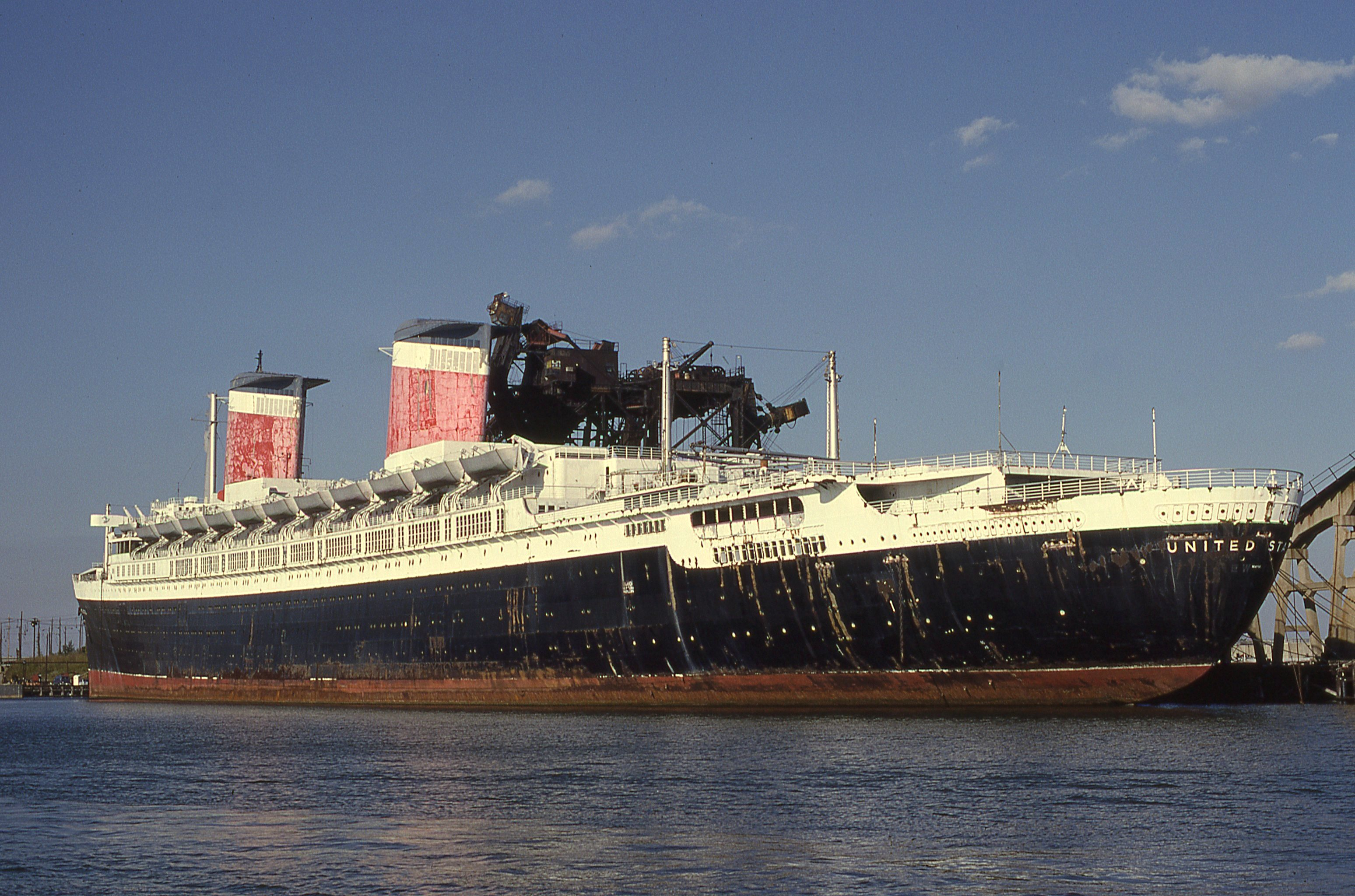
1989年停泊於漢普頓錨地的合眾國號。

1980年，合眾國號以700萬美元售予由西雅圖開發商理查·H·哈德利（Richard H. Hadley）領導的投資團體，該團隊計畫將其改建為浮動式公寓。然而在哈德利的持有期間，船體長期遭到忽視，內部構造受鏽蝕嚴重破壞。（p. 363）
1984年，為償還債權人，船內自1969年起保留至今的各項裝潢與家具於諾福克進行拍賣。該次拍賣自10月8日至14日舉行，共吸引約3,000名競標者，拍得總金額達165萬美元。
1989年3月4日，合眾國號被拖往紐波特紐斯的CSX運輸公司煤炭碼頭停泊。 然而，哈德利所提出的分时度假制郵輪計畫因財務問題失敗，最終合眾國號遭美國法警署查封。美國海事管理局於1992年4月27日將該船公開拍賣。

### 馬爾馬拉海事公司
土耳其商人皆馬爾馬拉海事公司（Marmara Marine Inc.）的合夥人卡赫拉曼·薩迪科魯對購買合眾國號表現出極大興趣。他最初得知該船即將拍賣，是由一位朋友告知。然而，首場拍賣因故取消，令他空手而回。兩個月後，他再度參加第二次拍賣，卻同樣因取消而失望離場。後來他在紐約時接獲通知，第三場拍賣已舉行，且其先前出價260萬美元已被接受。
當時的土耳其總統图尔古特·厄扎尔得知此消息後，特別邀請薩迪科魯前往雅典娜廣場飯店會面。在該次商務聚會中，厄扎爾提及：「今晚在座有一位土耳其商人，先是購得原本應被報廢的薩瓦羅納號並成功整修，現又購入傳奇遠洋客輪『合眾國號』。這艘船將再次馳騁於海洋。」
1992年6月5日早晨，合眾國號紐波特紐斯被拖帶離港，橫渡大西洋前往土耳其，歷時35天抵達。薩迪科魯與厄扎爾總統一同乘坐薩瓦羅納號迎接該船通過達達尼爾海峽，並隨後停泊於伊斯坦堡圖茲拉船廠進行翻修作業。
然而，合眾國號抵達土耳其後立即引發綠色和平組織與媒體抗議，原因是該船內部大量採用了石綿材質，而該物質已被證實為致癌物質。經過辯論後，雙方同意先將船隻拖往烏克蘭進行石綿移除工程。1993年10月22日，該船被拖往塞瓦斯托波爾，並於11月1日抵達。綠色和平船隊彩虹勇士號與其他活動人士則持續於當地進行抗議行動。
在塞瓦斯托波爾期間，一支約200人組成的團隊開始拆除船艙內部結構，直至露出船體肋骨。數百噸建材被卸至碼頭後予以報廢處理。待石綿徹底清除完畢後，該船隻被重新拖返土耳其。此時，馬爾馬拉海事公司已為石綿處理支付鉅額費用，甚至不得不出售船上部分設施如救生艇，以償還船廠費用。
至1996年，整修工程完成之際，該公司已資金耗盡，無法繼續經營。由於原營運公司無力償還債務，合眾國號於1996年遭美国法警局扣押，並被拖回美國再度進行公開拍賣。

## 停泊費城（1996年－2024年）
1997年11月，愛德華·坎特（Edward Cantor）以600萬美元購得合眾國號。
兩年後，美國海軍基金會與美國海軍保護協會（後來合併為合眾國號保護協會）成功促成該船登錄為美國國家史蹟名錄。

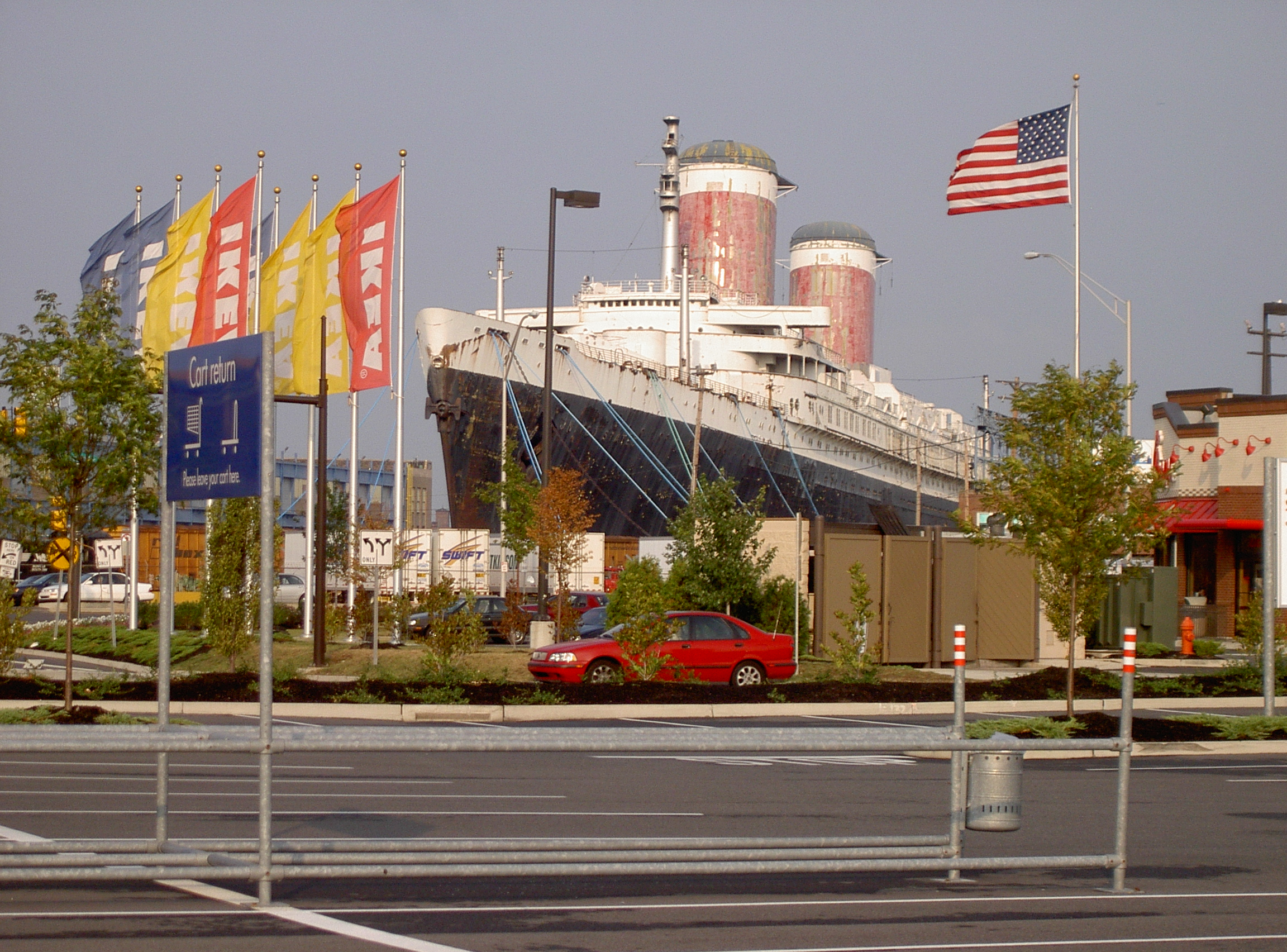
攝於2006年
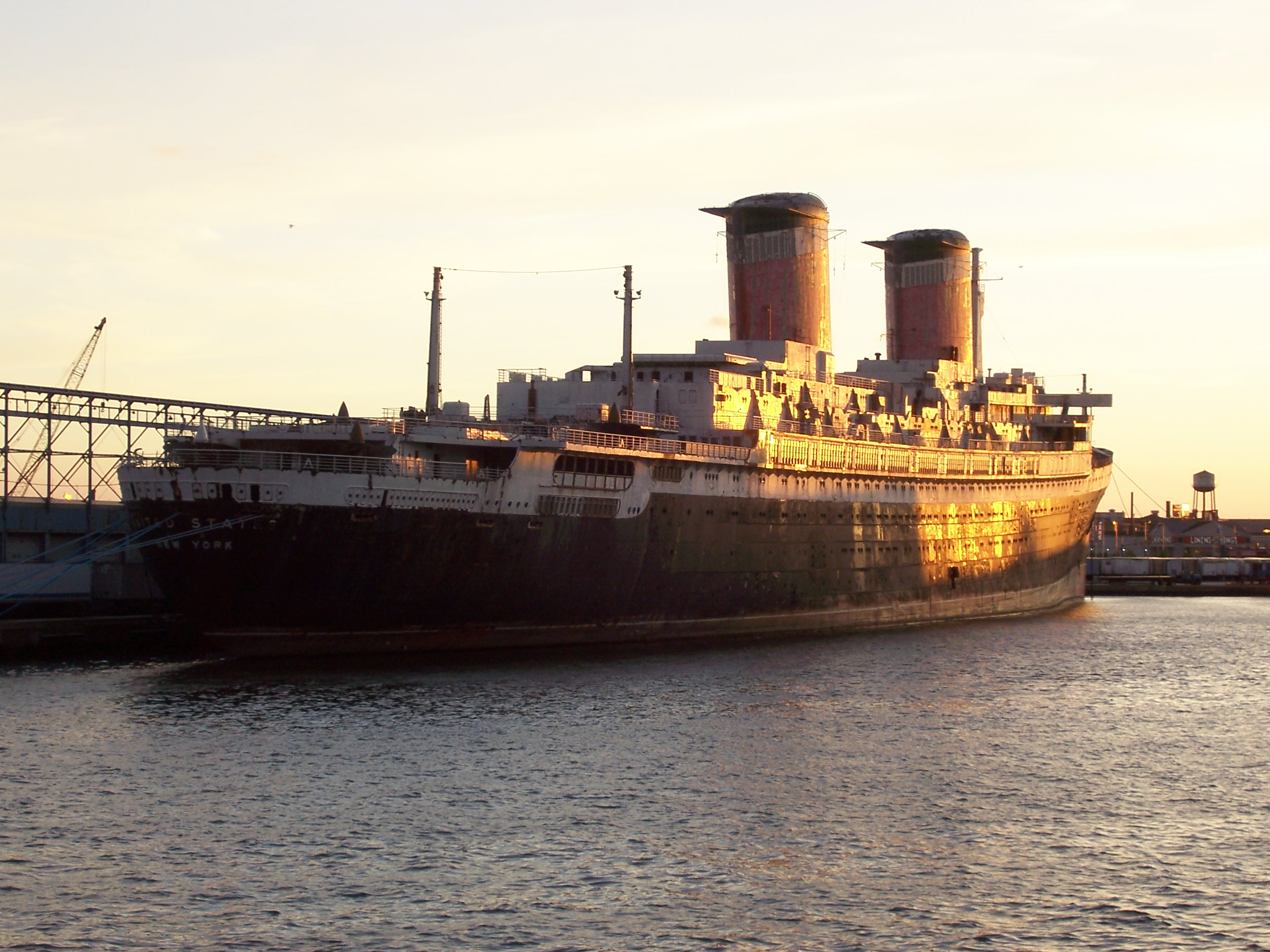
夕陽下的合眾國號，攝於2006年
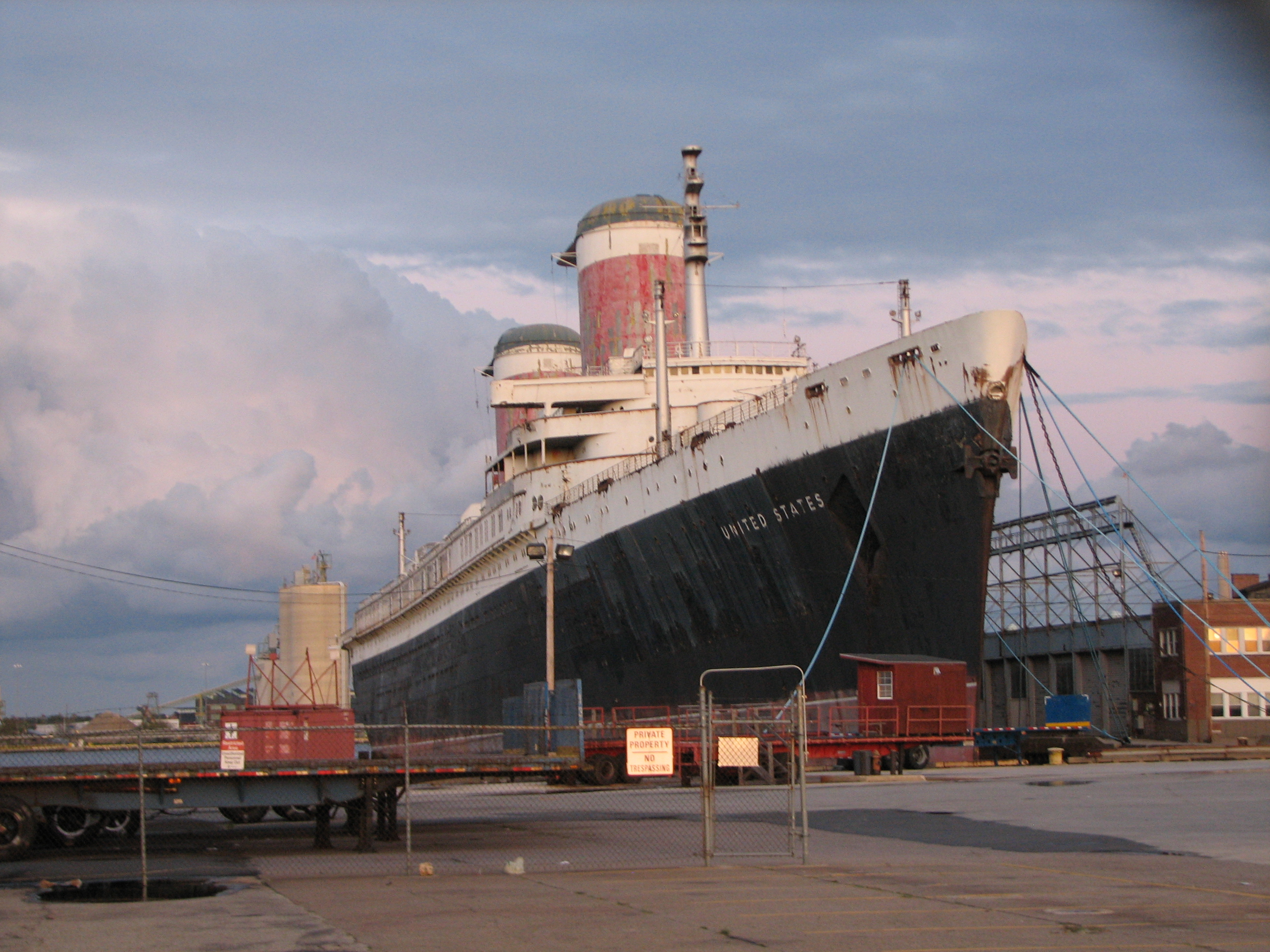
攝於2009年
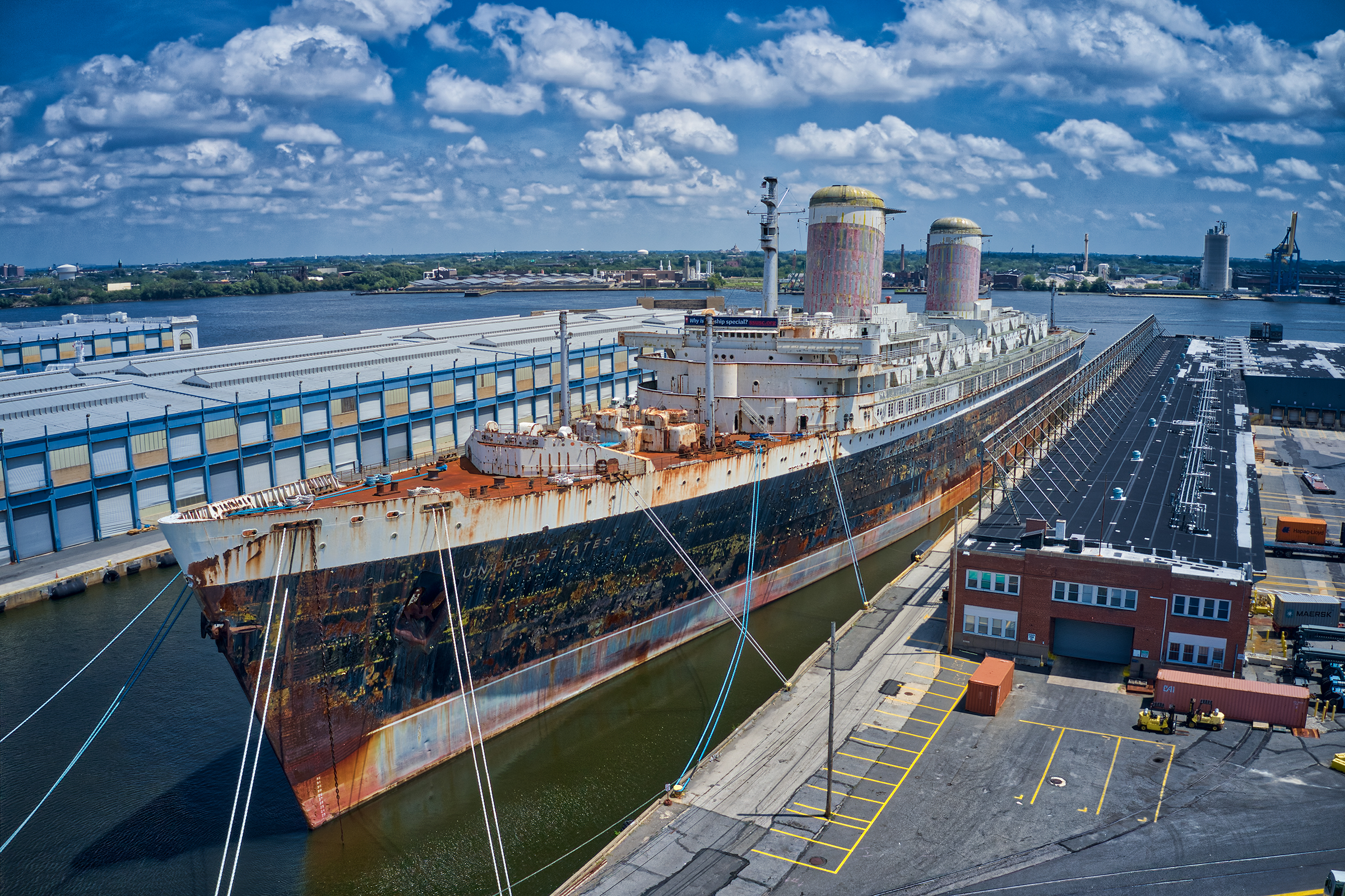
攝於2020年

#### 挪威郵輪
2003年，挪威游輪（NCL）自坎特遺產中拍得合眾國號，並計畫將其整修後重新投入營運，配屬於旗下新設的美國旗艦隊挪威郵輪美國公司，以行駛夏威夷航線。該船為少數符合美國本土航線營運條件的郵輪之一，根據《乘客船服務法》規定，執行美國國內航線的船隻必須由美國建造、懸掛美國國旗，並由多數美國籍船員操作。
2003年底，NCL展開全面技術評估，結果發現船體結構狀況良好，並對超過100箱的原始藍圖進行整理與編目。 2004年8月，NCL 著手進行改裝的可行性研究。至2006年，公司主席林国泰宣布將啟動改裝計畫。
然而至2009年，NCL改變原有規劃。合眾國號每年需耗費約80萬美元維護，加上旗下美國之傲號、挪威天空號與挪威翡翠號等新船投入美國本土市場後，該船漸成多餘資產。NCL開始徵求潛在買家，並評估將其報廢出售的可能性。

#### 保存行動

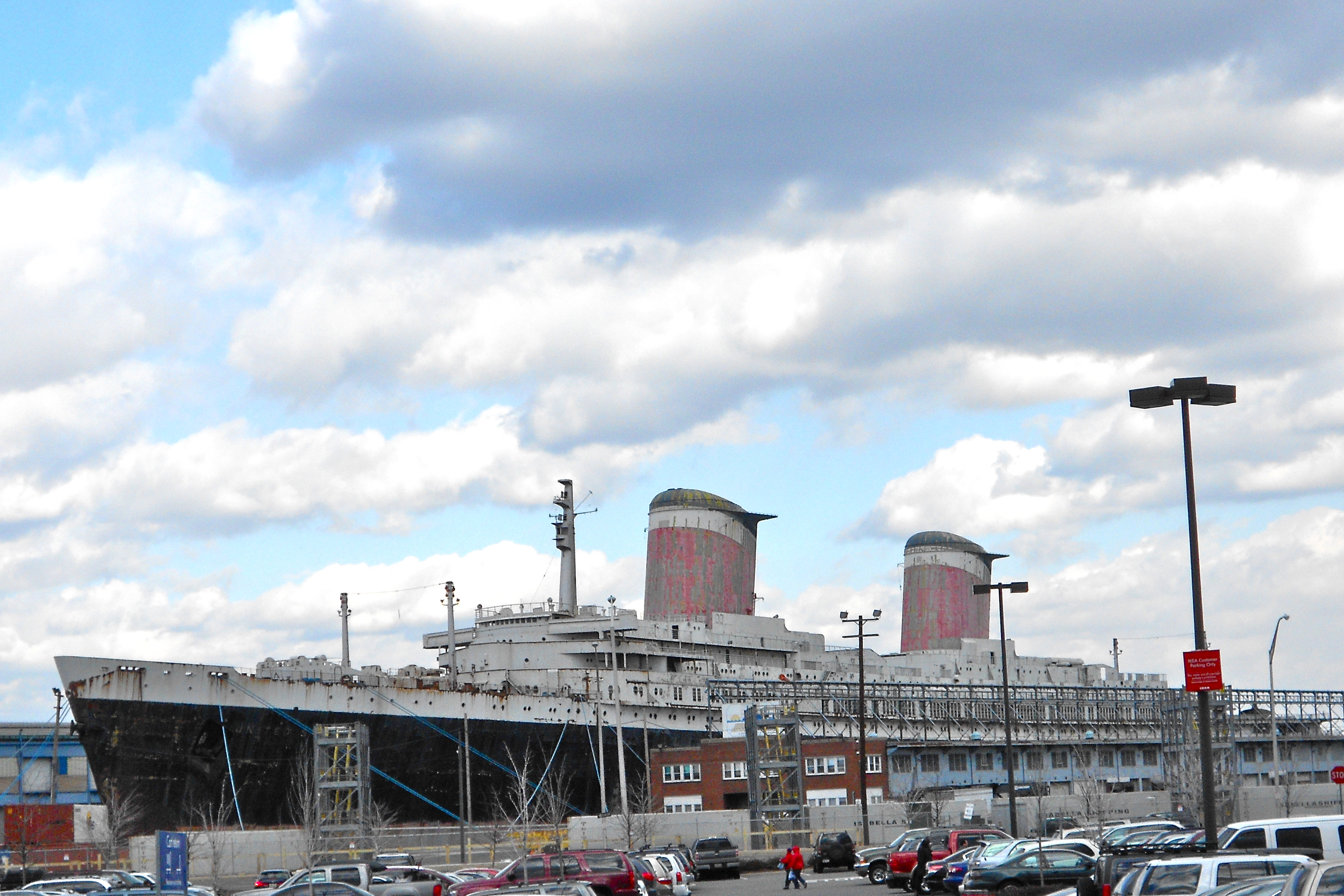
合眾國號停泊於費城，攝於2012年。

2009年，SS合眾國號保護協會（SS United States Conservancy）成立，旨在籌集資金購入該船以挽救其命運。
2009年7月30日，費城的媒體企業家與慈善家赫伯特·費城·倫費斯特承諾提供30萬美元等額配對資金，協助保護協會向挪威郵輪母公司購買合眾國號。倫費斯特本人曾是美國海軍上校，雖然他認為此計畫經濟上不可行，但由於其父曾為合眾國號的海軍建築師之一，他對該船懷有深厚情感。（p. 374）曾於1968年搭乘該船的美國前總統比爾·柯林頓亦公開支持此保存行動。
2010年11月，保護協會宣布計畫在費城南區的德拉瓦河沿岸，打造一座多功能濱水綜合設施，設想包含飯店、餐廳與賭場。該地原為費城福克斯伍德賭場預定地。12月，與凱薩娛樂公司的合作案同步公開，預計由後者接手該項目。然而，同月底賓夕法尼亞州賭博監管委員會撤銷福克斯伍德的賭場執照，導致整個計畫告吹。
2011年2月，保護協會在倫費斯特的協助下，以約300萬美元向NCL正式購入合眾國號。該組織擁有約20個月的營運資金，主要用於去除有毒物質及推動將船改造為自給自足設施的規劃，如旅館或觀光景點。保護協會執行董事丹·麥克斯威尼（Dan McSweeney）表示，潛在船隻所在地點包含費城、紐約市與邁阿密等地。
2011年2月1日，保護協會正式取得合眾國號所有權。
關於船隻最終停泊地的討論歷時數月。紐約市方面正與開發商磋商，計畫將其納入330億美元的《Vision 2020》濱水計畫。邁阿密方面，Ocean Group International希望將該船安置於美國航空球場北側碼頭。
在倫費斯特再度捐款580萬美元後，保護協會獲得18個月的期限，自2011年3月起將合眾國號轉型為公共景點。2011年8月5日，保護協會宣布，經過數項研究，費城「由於各種原因，已不太可能作為合適地點」。針對將該船安置於紐約作為常設景點的討論仍在進行中。

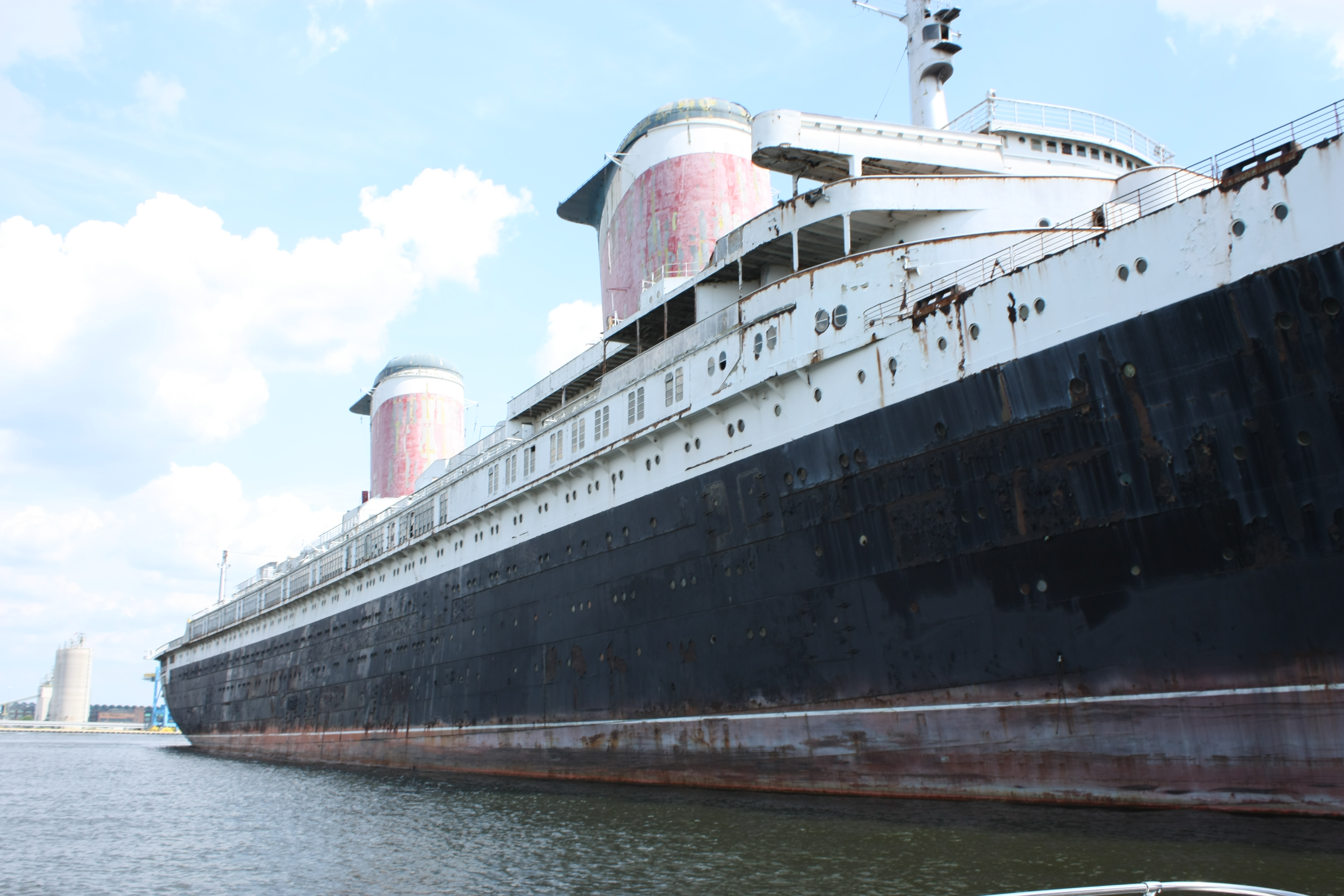
合眾國號斑駁的船身
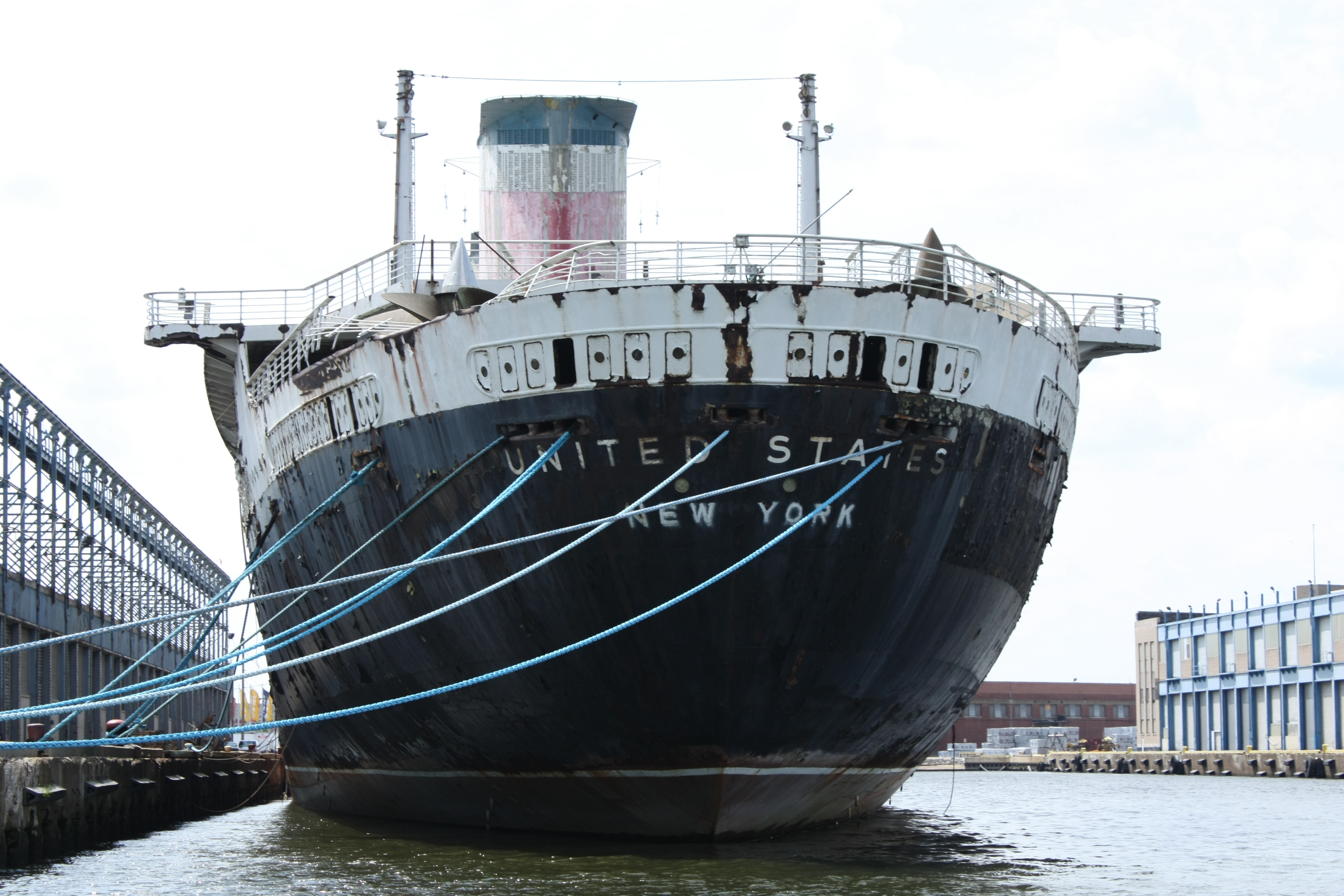
船尾處
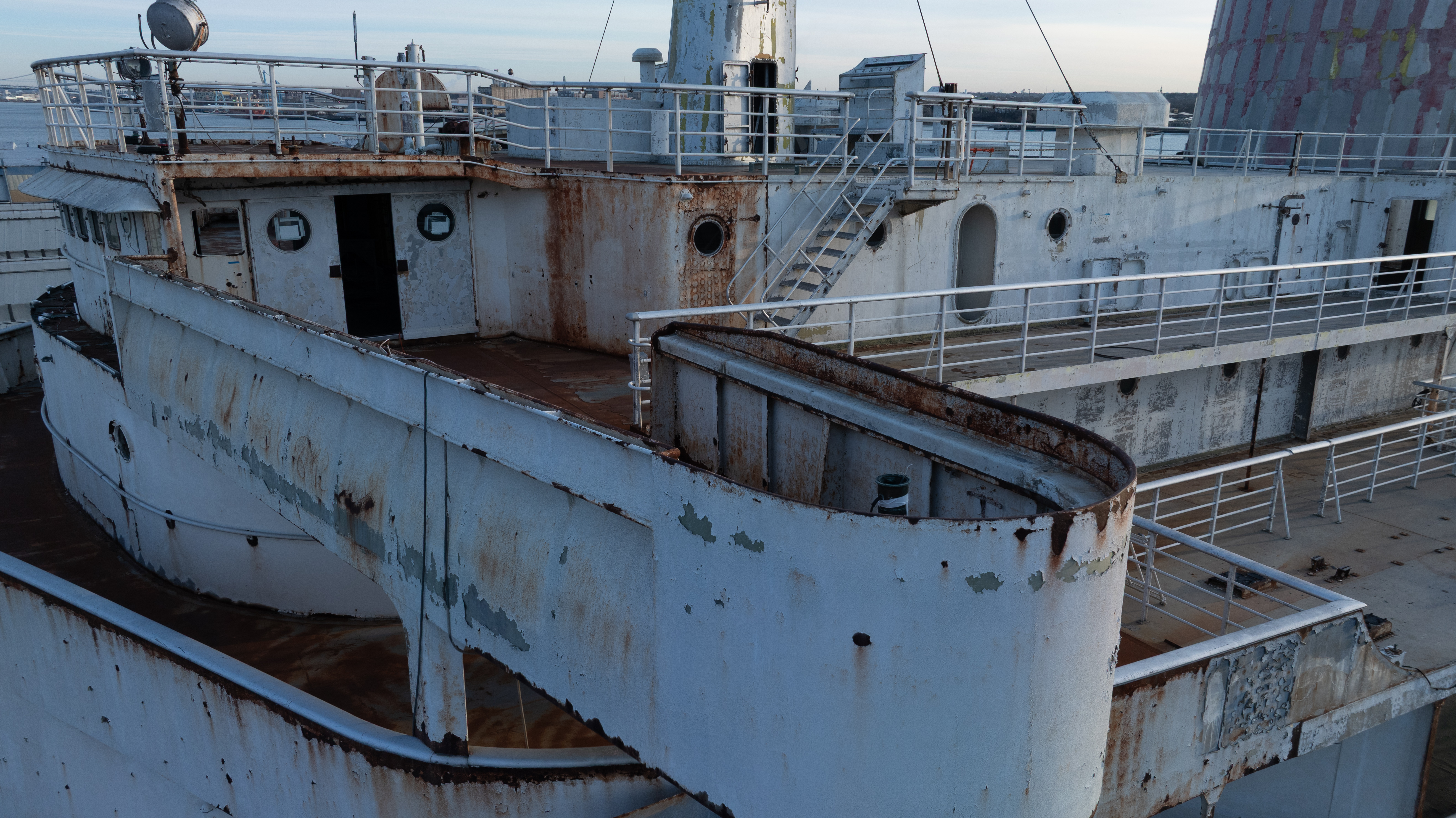
合眾國號的艦橋翼
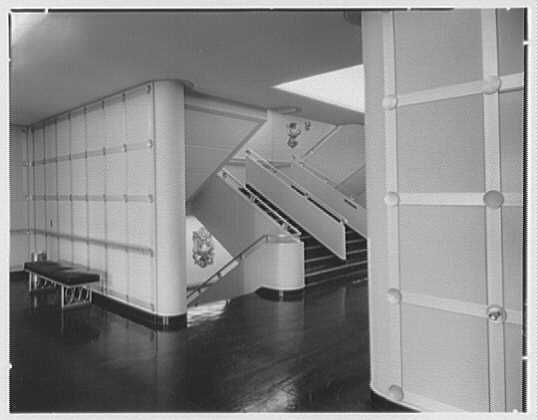
本船退役後不久的艙內樓梯間。
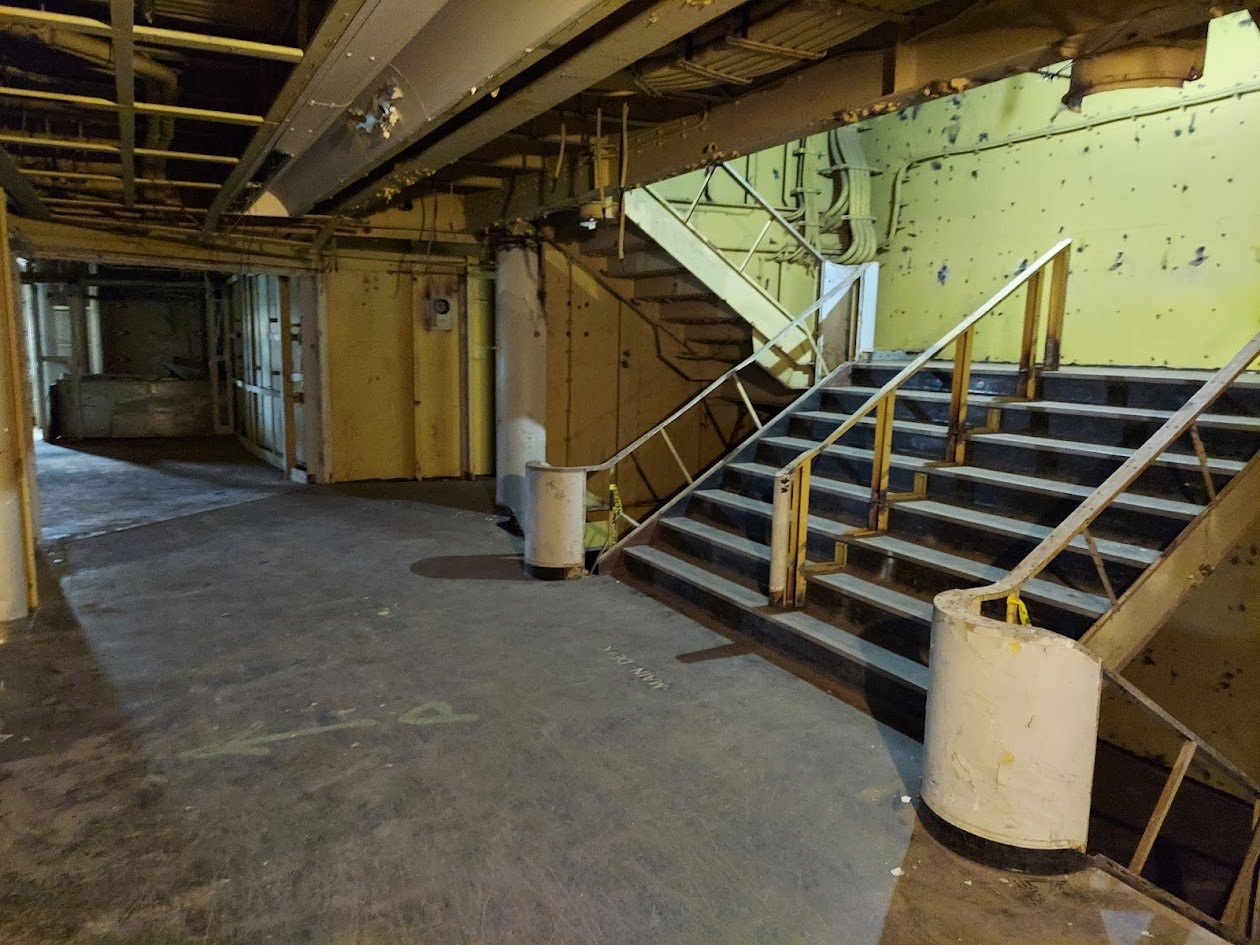
2024年，經內部拆除後的同一處（或相似）樓梯間。

2012年2月7日，儘管尚未簽署合約，對合眾國號進行全面整建的初步修復工作已正式展開。
2012年7月，保護協會發起名為「Save the United States」的線上宣傳活動，結合社交網路與小額捐款，讓贊助者能「認養」船上虛擬的每一平方英吋空間，同時上傳與船有關的照片與故事。保護協會表示，捐助者的資料將在未來合眾國號博物館內以互動形式列於「榮譽之牆」。2012年底前，預計將選定一位開發商，使本船能於2013年進駐某座城市。
2012年11月，船體下層進行歷時數月的翻新以提升吸引力。保護協會也被警告，若重建計畫無法迅速實現，該船可能面臨拆解命運。2014年1月，為支付每月8萬美元的維護費用，一些船上的過時設施被出售。這次籌得的資金足以再撐6個月，希望期間能尋得堅定支持計畫的夥伴，紐約市仍為最有可能落腳地點。
2014年8月，該船仍停泊於費城，租金每月約為6萬美元。當時估計要讓合眾國號重返海上，所需經費高達10億美元。2016年，若將其重建為豪華郵輪，估算上限則為7億美元。
2014年9月4日，最後一次嘗試將本船移往紐約的行動展開。有開發商宣布計畫，欲將該船轉型為濱水景點。保護協會必須在數週內決定是否出售本船作為廢鐵。2014年12月15日，保護協會宣布已與支持重建合眾國號的合作方達成初步協議。協議包含資助3個月的維持費用，後續時間表與細節則預計於2015年公布。
2015年2月，保護協會獲得一筆來自匿名捐贈者的25萬美元資金，用於規劃船上博物館。2015年10月，隨著資金逐漸耗盡，保護協會開始評估出售合眾國號報廢的可能性。同時仍持續探討重新利用的方案，包括將本船改建為飯店、餐廳與辦公空間。其中一項構想是將電腦伺服器安裝於下層甲板，並於上層甲板設置軟體開發辦公空間。不過，這些想法最終皆未落實。保護協會表示，若至2015年10月31日止仍無具體進展，將被迫將該船售予拆解業者。 隨著期限到來，協會宣布2015年10月已籌得10萬美元，使本船暫時脫離危機。截至同年11月23日，已收到超過60萬美元捐款，足以支持2016年內的維護開支，使保護協會得以繼續推動重建計畫。

#### 水晶游輪合作計畫

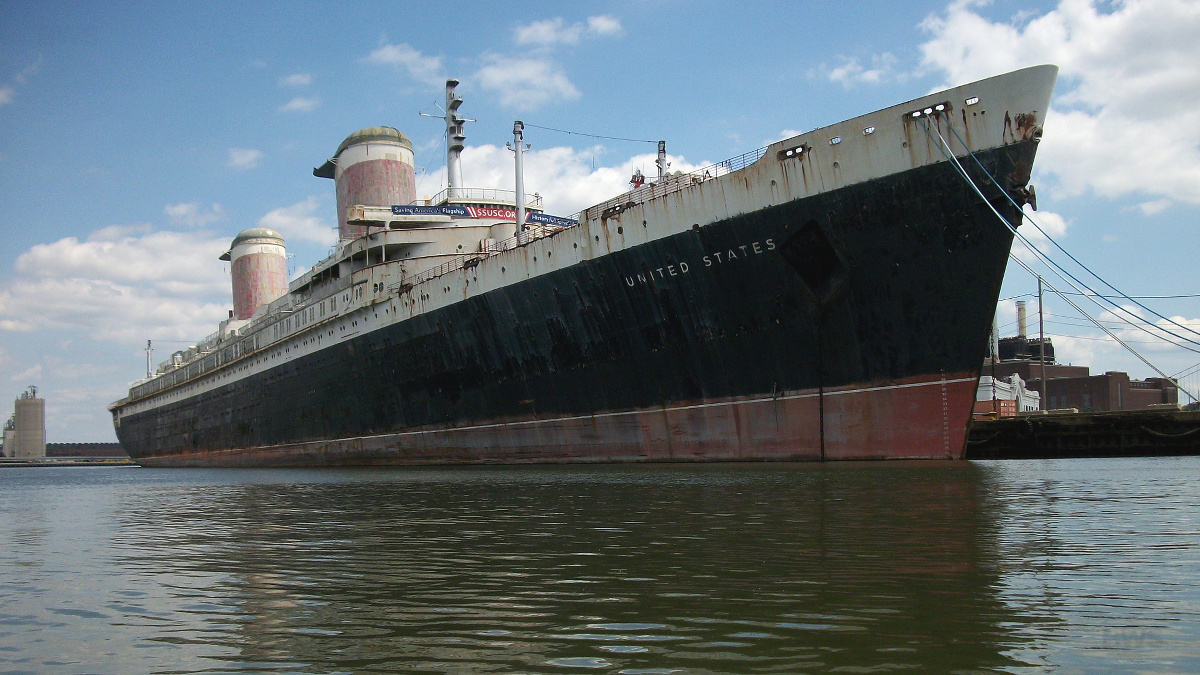
2017年7月16日，停泊在費城哥倫布大道第82號碼頭的合眾國號

2016年2月4日，水晶游輪宣布已簽下選擇購買合約，計畫將合眾國號重建為以紐約市為母港的游輪。公司將負擔該船9個月的停靠費，並在此期間進行可行性研究，以評估是否能讓本船重返航行。
同年4月9日，宣布來自海員博物館與其他收藏者的600件船上文物，將歸還給本船保存。
2016年8月5日，水晶郵輪宣布終止合作計畫，表示該計畫面臨技術與商業上的重大挑戰。作為回應，公司捐贈了35萬美元，協助本船持續保存至年底。保護協會持續接受捐款，其中包括郵輪業高管吉姆·波林（Jim Pollin）捐贈的15萬美元。
2018年1月，保護協會呼籲美國總統唐納·川普介入協助。若資金完全耗盡，保護協會擬定替代方案，包含將本船作為人工魚礁鑿沉海中，而非拆解報廢。
2018年9月20日，保護協會與卡斯珀·范胡倫（Casper van Hooren）及達門集團進行磋商，探討合眾國號的重建可能性。范胡倫曾負責將前郵輪鹿特丹號轉型為結合飯店與多功能用途的設施。

### RXR地產
2018年12月10日，保護協會宣布與商業房地產公司RXR Realty達成協議，共同探討恢復及再開發合眾國號的方案。 保護協會要求任何再開發計畫須保留船體輪廓及外觀設計，並包含約25,000 sq ft（2,323 m2）的船上博物館空間。 RXR於發布的新聞稿中表示，將視恢復計畫的可行性考慮多個擺放地點。
2020年3月，RXR Realty宣布計畫將合眾國號改建為一艘永久停泊、約600,000 sq ft（55,740 m2）的「餐旅與文化空間」，並向美國主要臨海城市徵求興趣回應，包括波士頓、紐約市、費城、邁阿密、西雅圖、舊金山、洛杉磯及聖地牙哥。
2023年，RXR Realty與MCR Hotels公布更詳細的再開發計畫，將合眾國號改造為一座擁有1000間客房的飯店、博物館、活動場地、公共公園及餐廳。紐約市因具備既有基礎設施且鄰近賈維茨會議中心，被選為最適合擺放本船的地點。計畫中將船停靠在哈德遜河旁特別興建的碼頭。
2023年計畫文件中亦附有多張重新設計後的渲染圖，顯示合眾國號停靠於曼哈頓西岸哈德遜河公園的公共碼頭。其中一支煙囪將移除頂端並直接開放至天空，作為飯店的天窗，照亮飯店內及活動空間。計畫中還包括將救生艇吊架改裝為客房、煙囪間設置游泳池，以及設置一個具備內外空間混合的船尾舞廳。

#### 82號碼頭驅逐事件
位於費城的82號碼頭為該船停靠處，該碼頭由賓州倉儲公司（Penn Warehousing）所有。2021年，該公司將船隻租金從每日850美元調升至1,700美元，並要求補繳16萬美元欠租，隨後終止與保護協會的合約。公司表示，調漲租金的原因是合眾國號長期損害碼頭結構，而保護協會拒絕履行之前所簽訂的損害賠償協議。 保護協會反駁租金調漲違反2011年協議，拒絕繳納，並指控由賓州倉儲公司非法試圖驅逐船隻，好讓碼頭用於更具利潤的用途，雙方遂互相提告。
2024年1月17日至18日，雙方在聯邦法院進行民事審判。法官安妮塔·B·布羅迪於6月14日作出最終判決。 Brody駁回了Penn Warehousing的經濟要求，但認為2011年的停泊協議因為為不定期合約，任一方皆可在合理通知後終止。布羅迪命令合眾國號須於90天內（即2024年9月12日前）撤離碼頭。 因時間緊迫，保護協會不確定如何移動船隻及其可能去處。 六天後，保護協會展開新一波募款，呼籲募集50萬美元以協助搬遷船隻。 2024年8月，保護協會指出除了必要的調查、拖船、保險等準備工作外，2024年大西洋颶風季也使得在限期前尋找願意接收船隻的港口更加困難。
2024年9月12日，即船隻被勒令撤離的期限當天，保護協會指控房東賓州倉儲非法計畫出售船隻。保護協會稱該公司阻擋初步銷售協議，並企圖沒收船隻謀利，藉此敲詐非營利組織及買家數百萬美元。保護協會遂將此事再次訴諸法院，並要求延長驅逐期限。
法院暫停了驅逐期限。賓州倉儲辯稱，因合眾國號未能於期限內離開碼頭，公司對售價加價300萬美元。責任歸咎於買家未及時回應，銷售事宜現由法官監督。公司表示希望移走船隻，以便碼頭能夠用於促進當地經濟的活動。

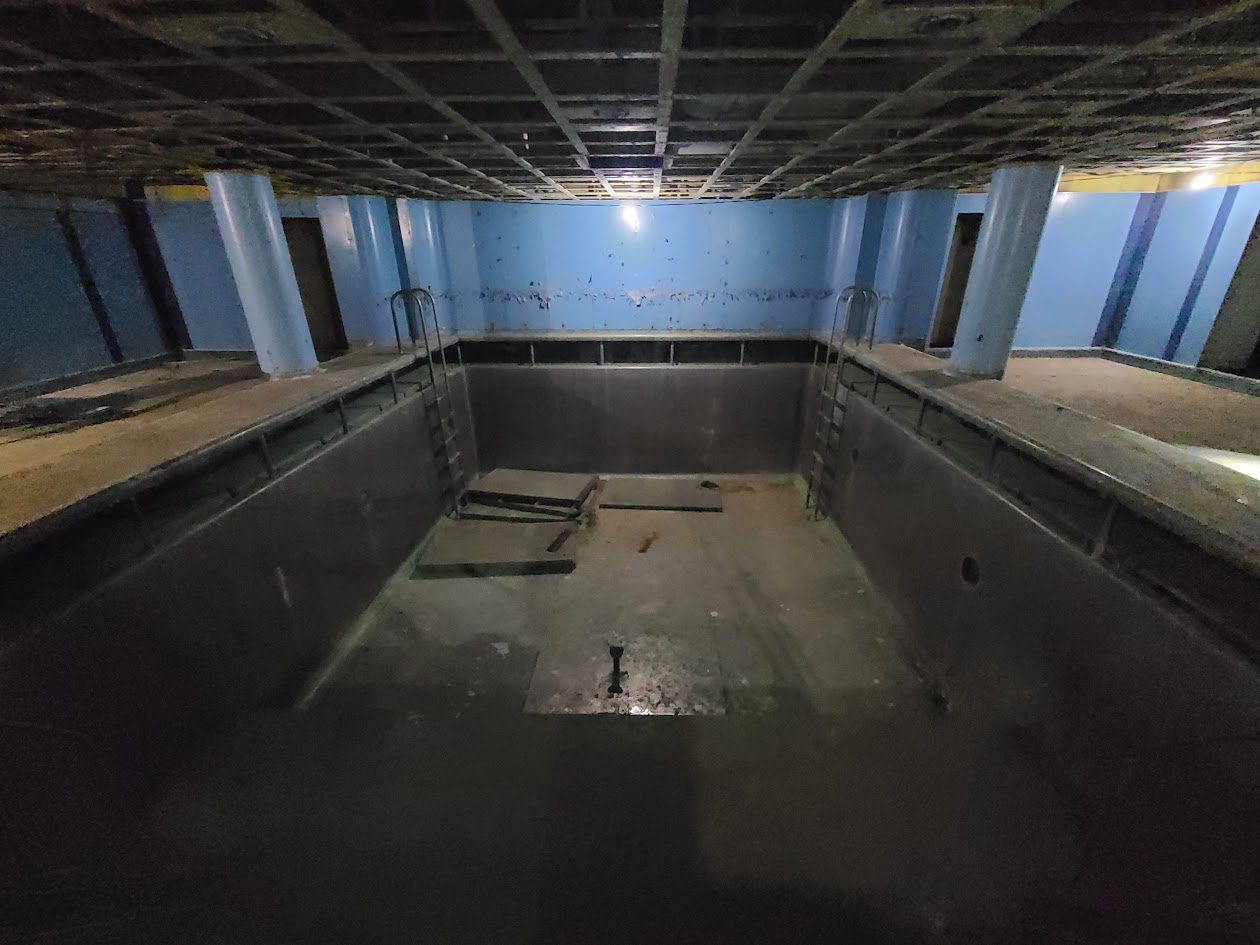
已排水的船上游泳池
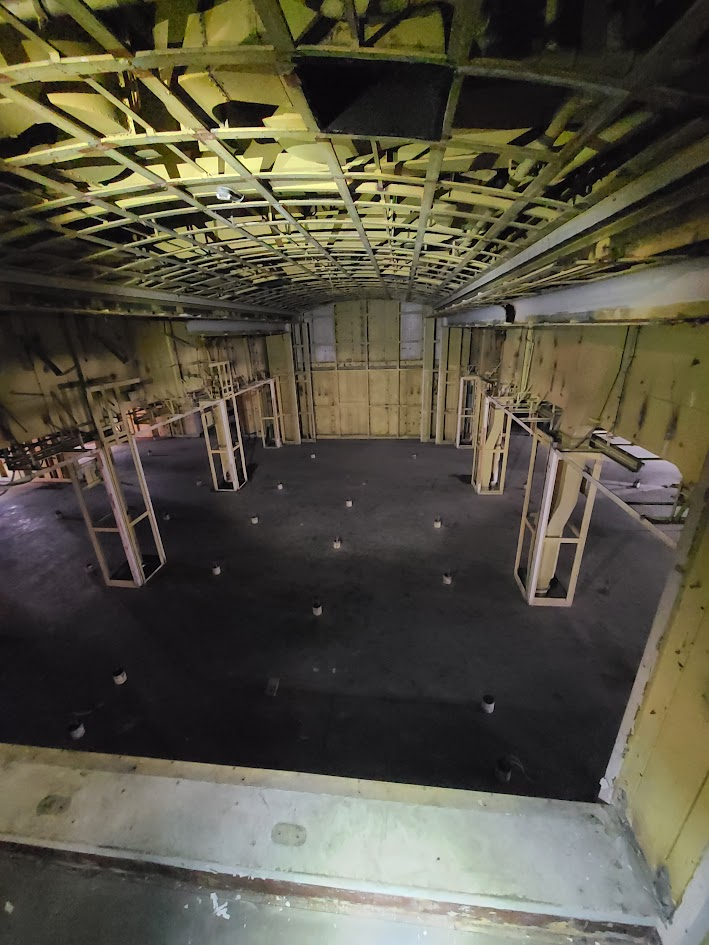
第一等艙餐廳上方的吟遊詩人樓廊，從樓廊俯視餐廳一層
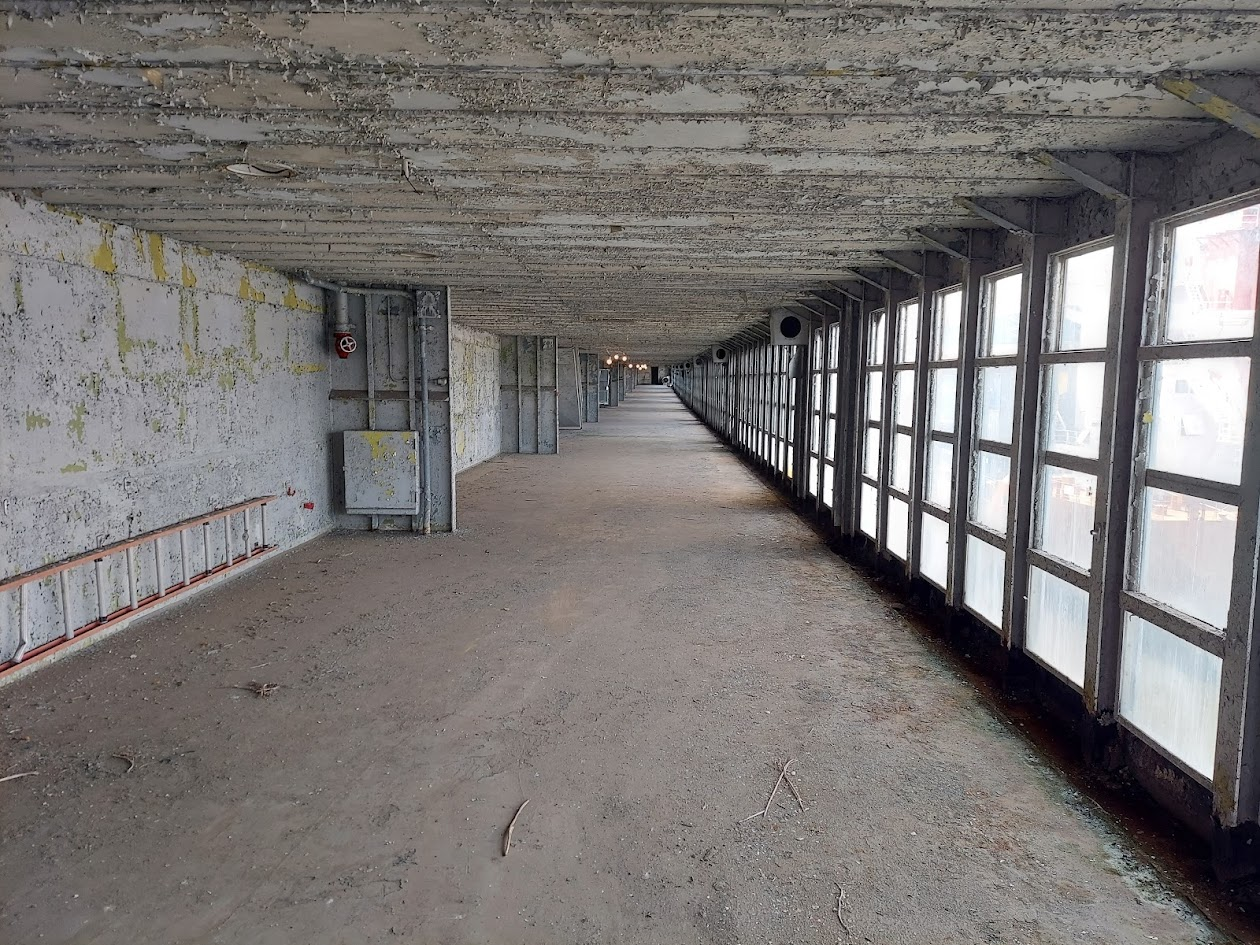
頭等艙封閉式走廊，沿船身大部分長度延伸
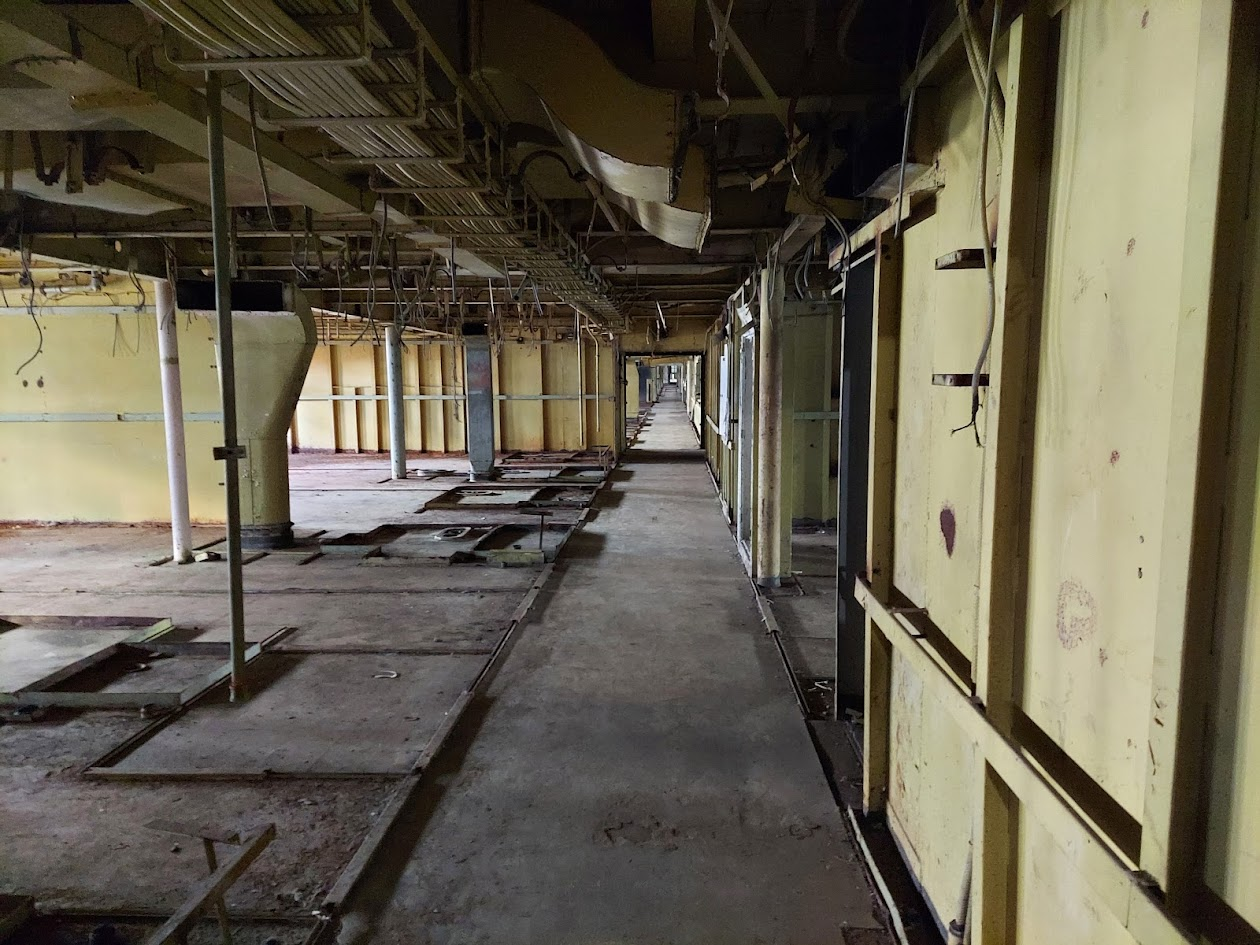
左側為頭等艙客房所在區域的走廊
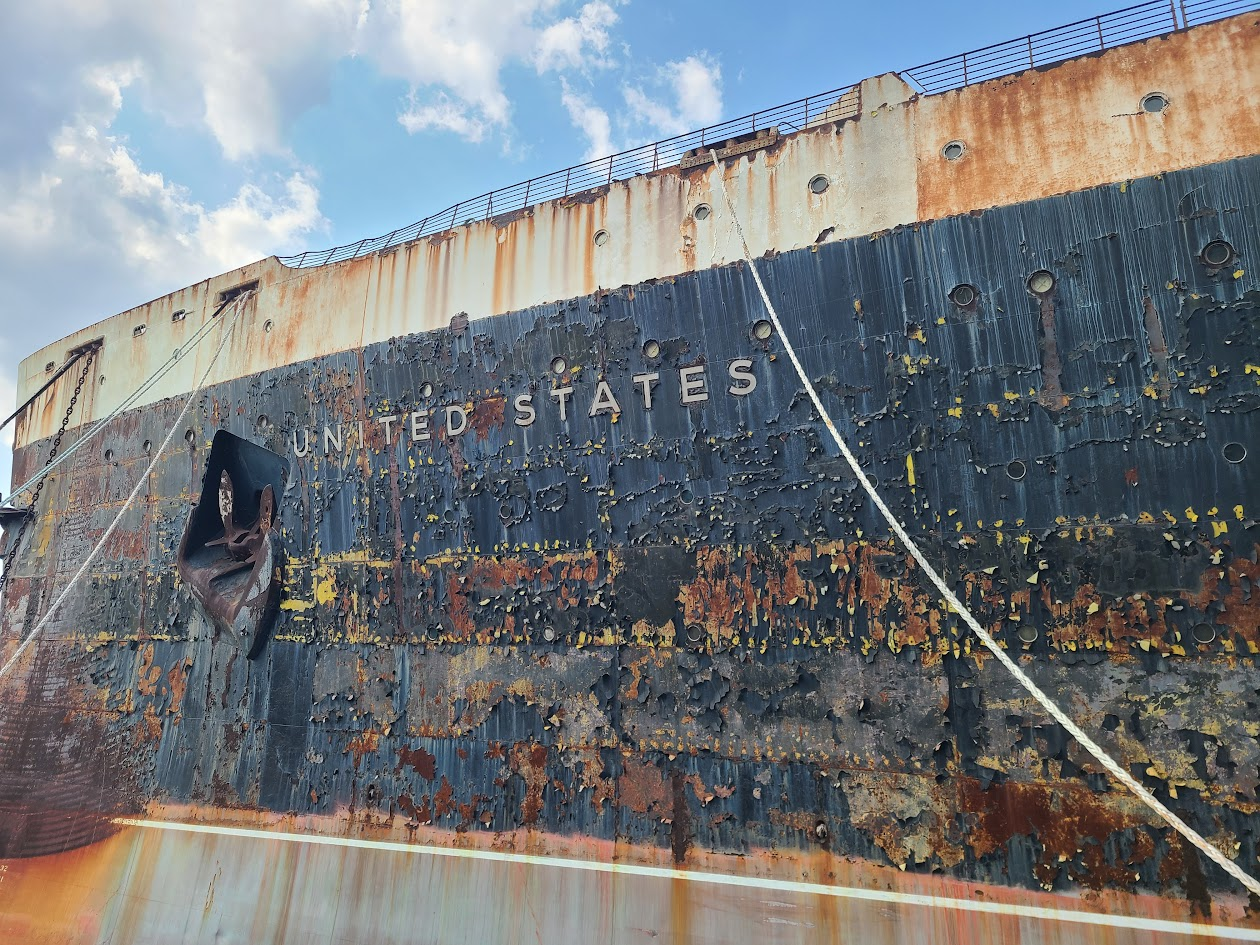
鏽蝕的船頭及船名
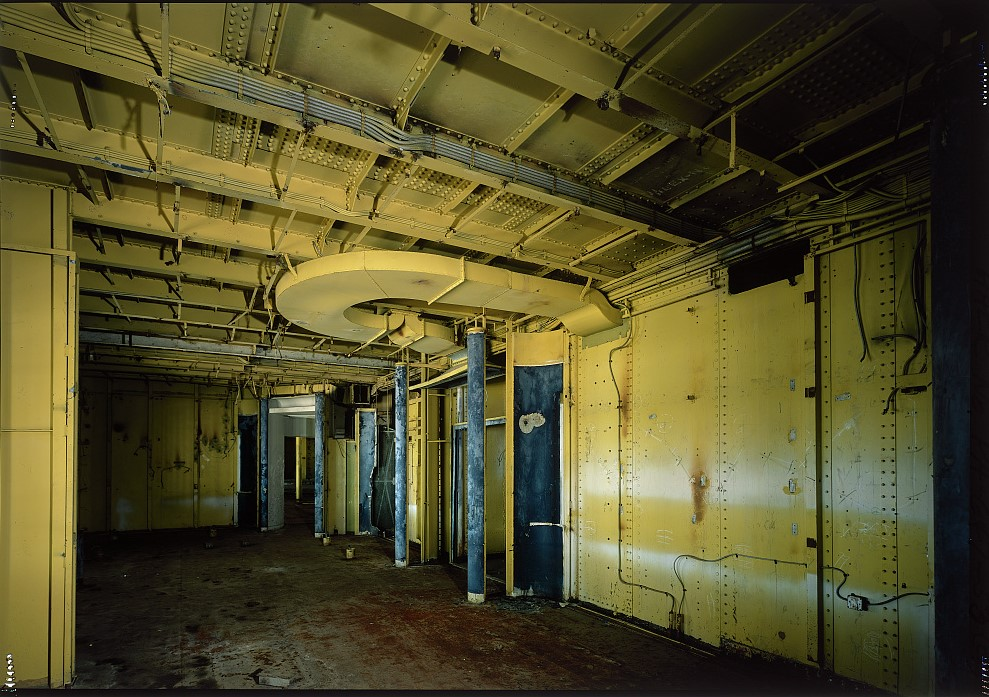
頭等艙餐廳內部，已移除石綿及傢俱，整艘船大部分區域均為類似狀態

## 人工魚礁（2025年）
2024年8月30日，佛羅里達州奧卡盧薩縣宣布計劃購買合眾國號，並將其鑿沉為人工魚礁，成為世界上最大的人工珊瑚礁，地點位於克雷斯特維尤–福特沃爾頓海灘–德斯丁都會區的海灘附近，成本約為100萬美元。該縣已確認多個近岸地點，期望透過旅遊及潛水活動帶來收益以支付該計劃。此前埃斯坎比亞縣已經將奧里斯卡尼號航空母艦鑿沉，作為類似計劃的一部分。 同一天，保護協會表示與奧卡盧薩縣的協議是附條件合約，只有在保護協會無法找到其他讓船隻繼續漂浮的方案時才會執行，若在驅逐期限前找不到替代方案，該計劃將啟動。
2024年10月，奧卡盧薩縣以100萬美元購買了該船。縣政府估計，在法官批准後，整個計劃大約需要18個月和1000萬美元。為了讓船隻能被用作人工珊瑚礁，船將先被移至阿拉巴馬州莫比爾進行鑿沉前的準備，最後才會被拖至佛羅里達州。
除了人工珊瑚礁計劃外，保護協會還計劃開設陸地博物館，博物館將展示船隻文物、設備、傢俱、舊式影音資料和多年間收集的檔案資料。從船上拆卸的物品將包括雷達桅杆及至少一個煙囪。
針對奧卡盧薩縣將船鑿沉的計劃，一個名為「紐約聯盟拯救SS合眾國號」（New York Coalition to Save the SS United States）的非營利組織成立，試圖挽救船隻。該聯盟已對奧卡盧薩縣提起聯邦訴訟，並擁有超過13,000人的連署人數，且持續增加中。

#### 搬遷至阿拉巴馬莫比爾

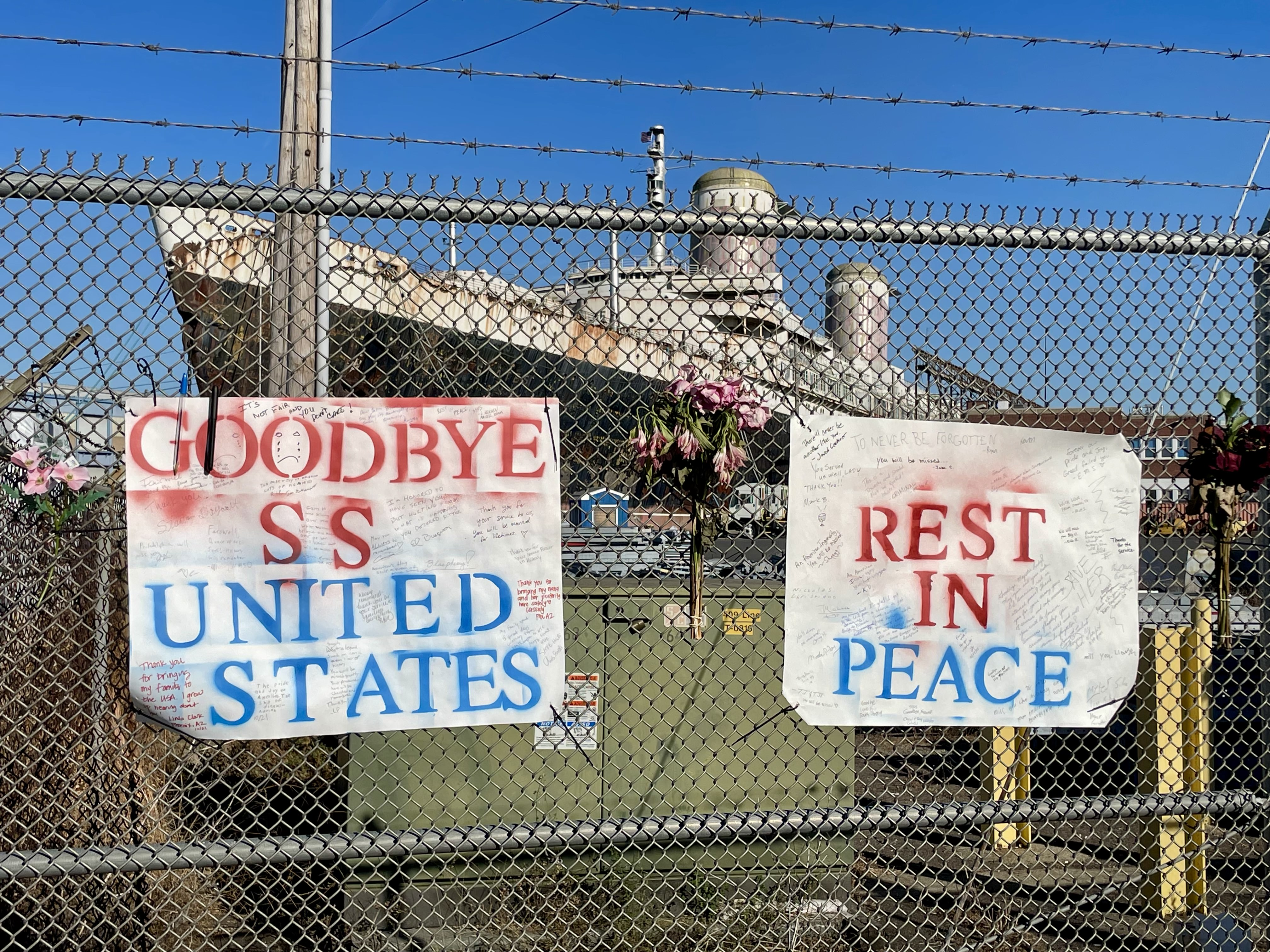
合眾國號停泊於碼頭，船首前景可見自製的告別標語，攝於2024年12月
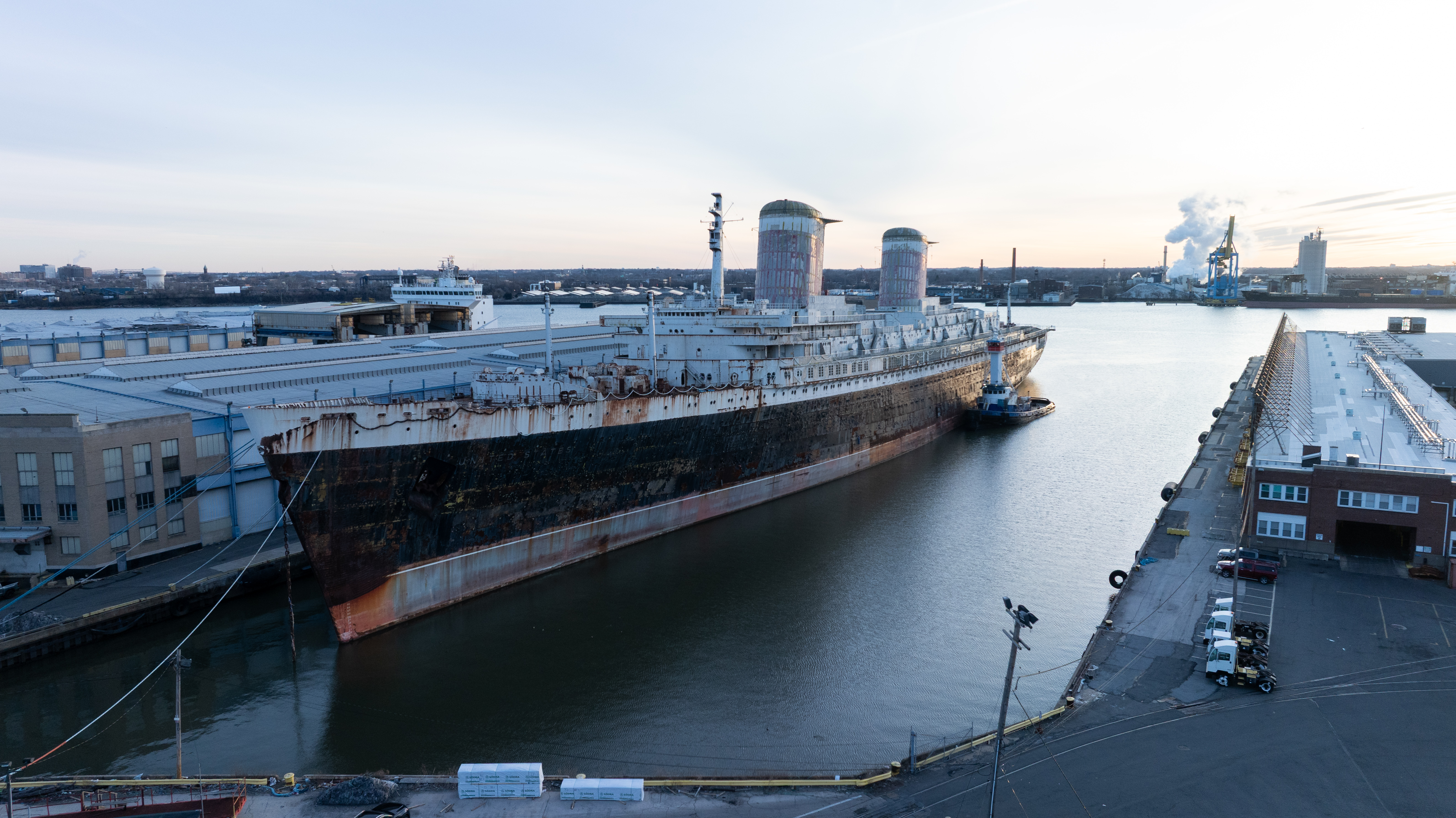
被拖離費城前的合眾國號，攝於2025年2月19日
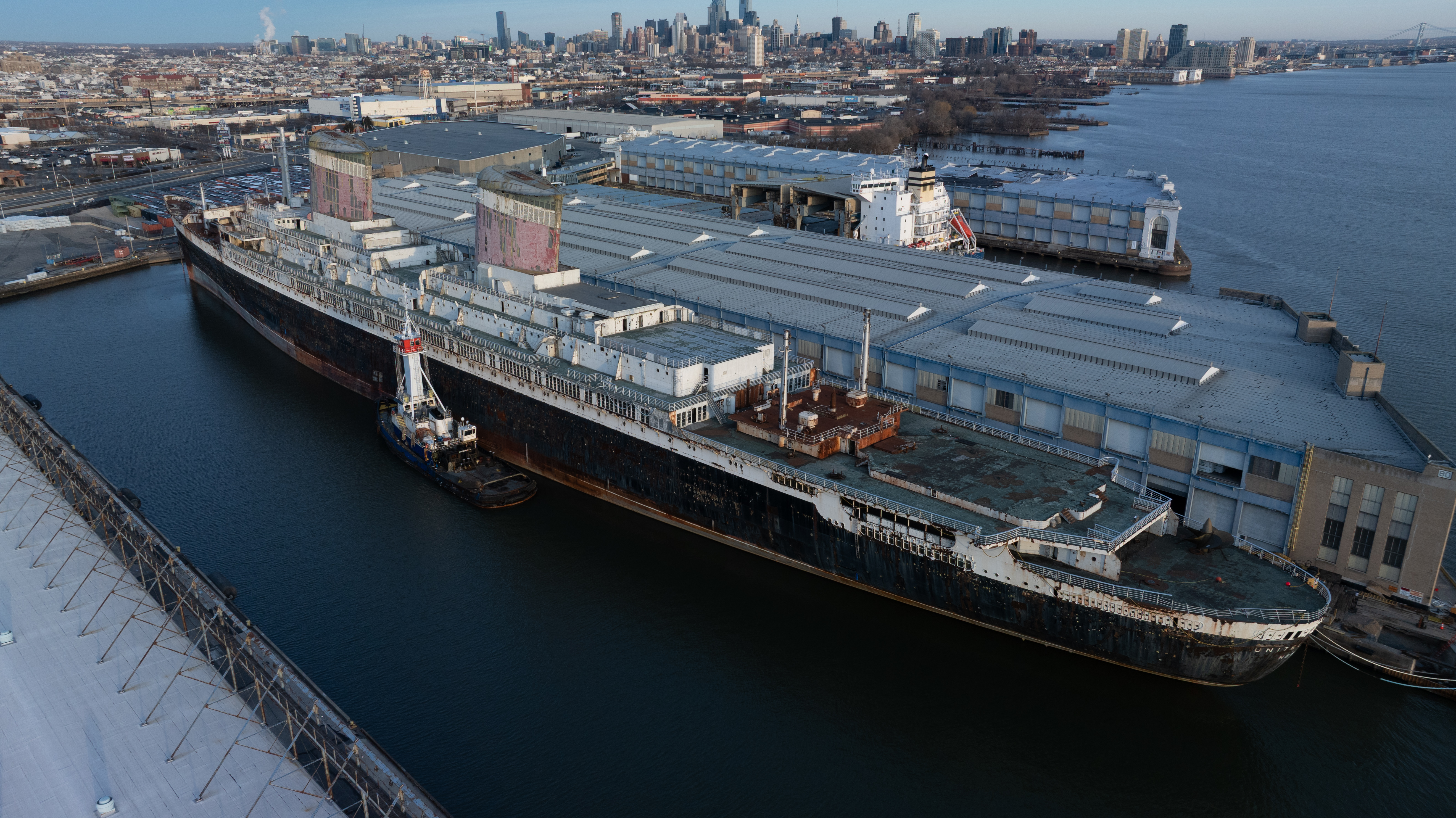
被拖離費城前的合眾國號，攝於2025年2月19日
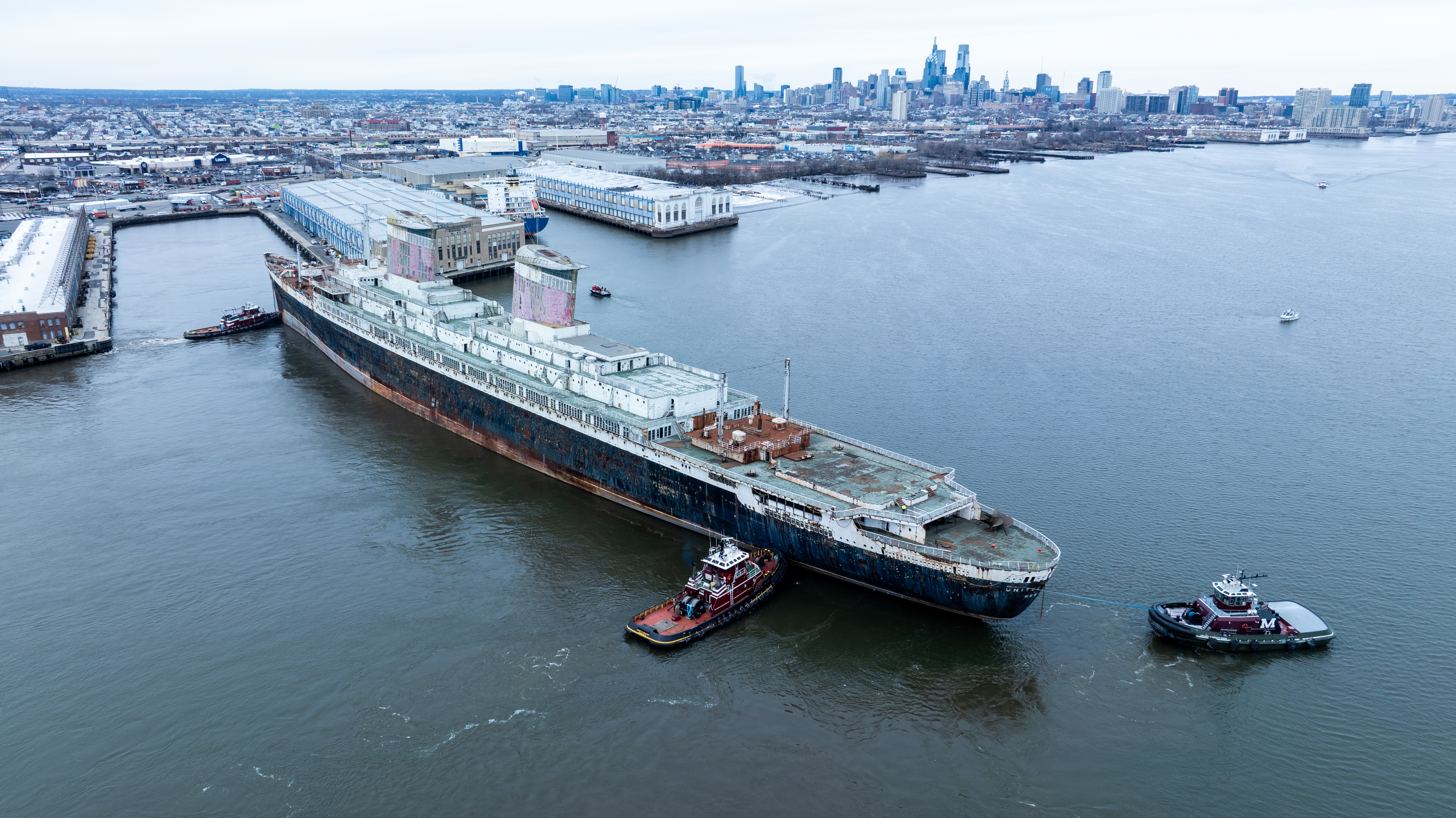
合眾國號被拖離80號碼頭，攝於2025年2月19日
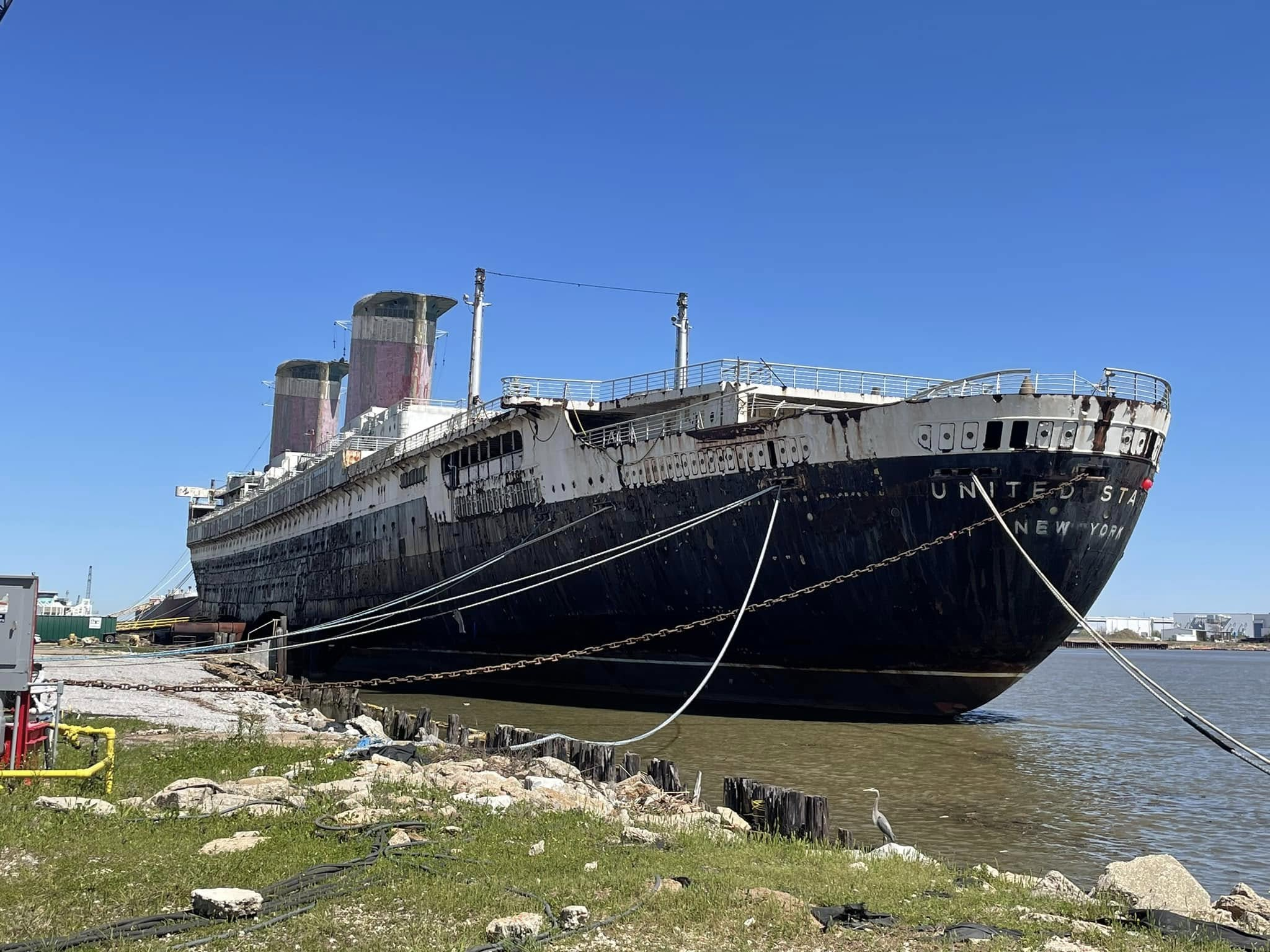
合眾國號停靠在阿拉巴馬州莫比爾，攝於2025年3月17日

美國海岸警衛隊拒絕允許船隻移動，直到確認船體結構完整並保證運輸途中不會沉沒或對野生動物造成危害。 原定2025年2月8日的移動計劃因海岸警衛隊要求而被取消。2025年2月14日，船隻成功從82號碼頭移動至80號碼頭。原定2025年2月17日的再次搬遷因天候惡劣再次取消。
2025年2月19日，合眾國號啟程前往阿拉巴馬州莫比爾。大約於東部標準時間中午離開80號碼頭，由拖船推動。由於其位於費城的顯著位置及當地民眾的關注，官方在船隻通過時關閉了多座主要橋樑的交通。 該船於2025年3月3日抵達莫比爾，比預定提前兩天。在莫比爾期間，船隻將進行全面的整治程序。包括可能含有環境危害的物質、非金屬物品、電線、指揮橋組件、機艙設備、電纜、散落物品、地板、傢俱、燃料、油漆，以及可能含有石綿等污染物，都將從船上拆除，之後船隻將被運往佛羅里達。 此外還將開通通道，讓海洋生物能在船體內外繁衍棲息，並會切割船體，確保沉沒時船體能保持直立。
根據奧卡盧薩縣表示，合眾國號將於「2025年年底或2026年年初」沉沒。確切沉沒地點尚未確定，但將位於德斯坦海灘以南約20海浬處。

## 文物

### 藝術品

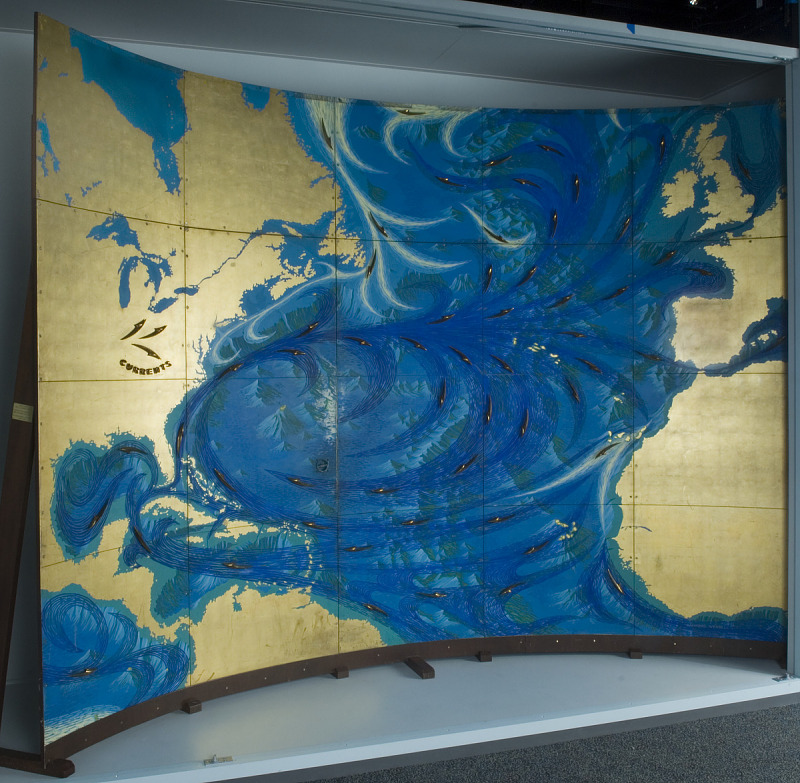
合眾國號的壁畫《The Currents》，現展示於史密森學會

海員博物館收藏了許多合眾國號的物品，其中包括格溫·盧克斯（Gwen Lux）創作的主餐廳雕塑《Expressions of Freedom》，此雕塑於1984年拍賣會被該館購得。 名人游輪購買了查爾斯·吉爾伯特（Charles Gilbert）設計的藝術品，包括刻有海洋生物圖案的玻璃板，這些玻璃板原為合眾國號一等艙舞廳所用，後被納入名人無極號Celebrity Infinity上合眾國號主題餐廳。 其他船上紀念品，包括原始瓷器和船模，則於2015年移置於該船賭場入口處。 在美国国家历史博物馆中，雷蒙德·約翰·溫德爾（Raymond John Wendell）繪製的壁畫《The Currents》亦有展示。 該館還購買了希爾德雷斯·梅耶（Hildreth Meière）創作的兩幅壁畫《密西西比河》（Mississippi）和《水之父》（Father of Waters），但目前未對外展出。

### 螺旋槳與配件

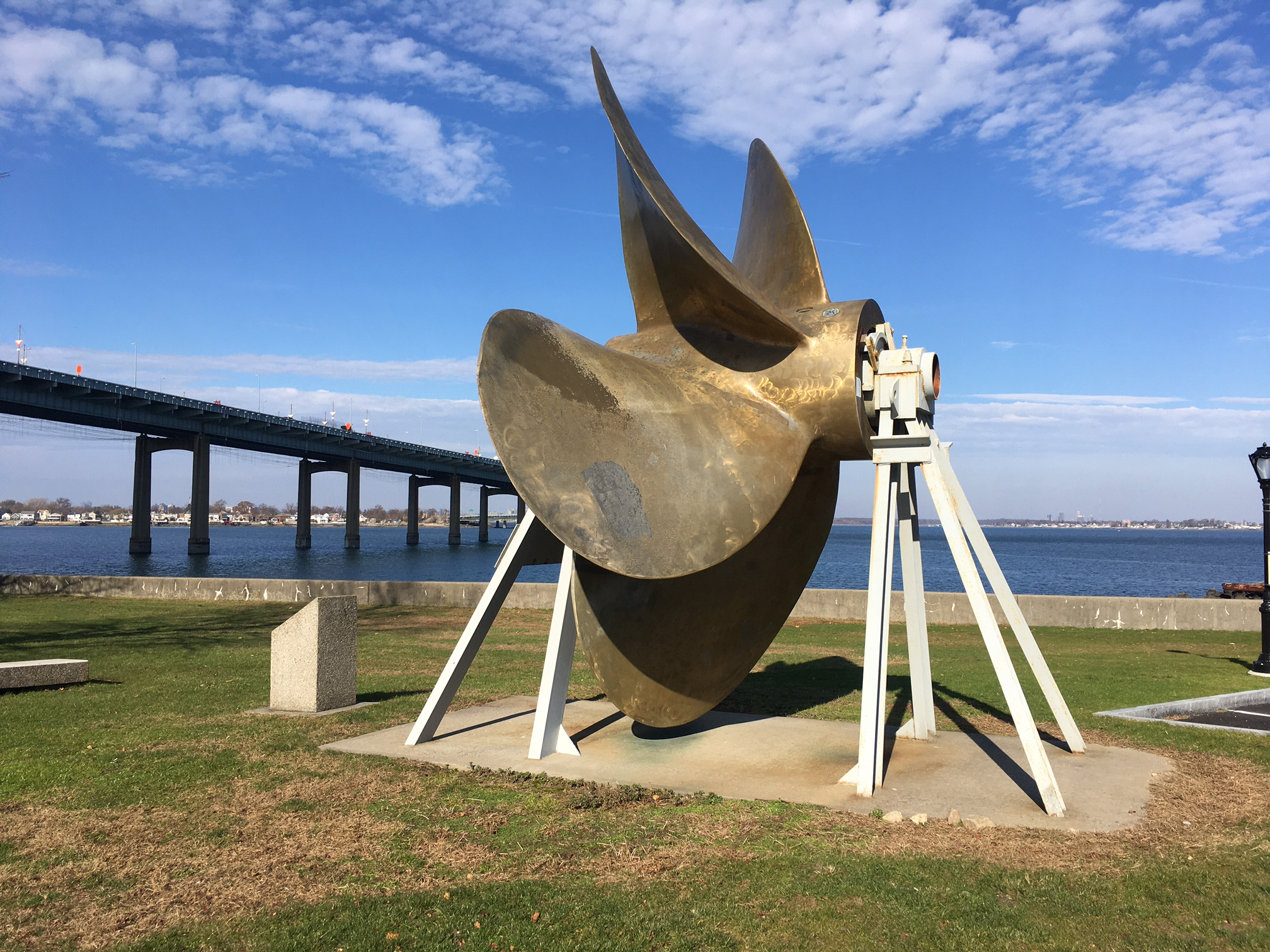
合眾國號的螺旋槳之一，展示於施萊佛堡

合眾國號的四葉螺旋槳之一安裝於紐約市的第76號碼頭，另一個則安置於美國商船學院內的美國商船博物館外，位於紐約金斯波因特。右舷五葉螺旋槳安裝於紐約紐約州立大學海事學院靠近海濱的施萊佛堡，左舷五葉螺旋槳則安裝在維吉尼亞州紐波特紐斯航海博物館入口處，並配備一條長達63英尺的原裝傳動軸。
合眾國號的船鐘現收藏於維吉尼亞州紐波特紐斯的克里斯托弗·紐波特大學校園內的鐘樓中，該鐘用於慶祝特殊活動，並由新生及畢業生分別敲響。
合眾國號曾使用的號角之一，在馬薩諸塞州瑞維爾一間五金店頂端展示數十年，於2017年以8000美元售予德州私人收藏家。
1984年拍賣中購得的大量合眾國號餐廳家具及其他紀念品，曾被用於北卡羅來納州納格斯黑德的風車點餐廳。該餐廳關閉後，這些物品於2007年捐贈給航海博物館及克里斯托弗·紐波特大學。

## 速度紀錄

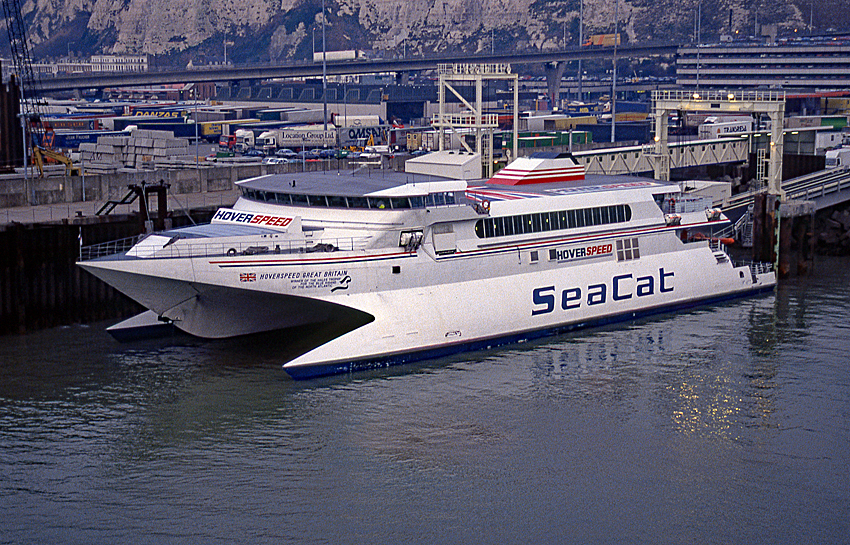
獲得黑星獎杯（Hales Trophy）勝過合眾國號的「英國海速號」（Hoverspeed Great Britain）

「合眾國號」至今仍保持橫渡大西洋東向與西向的最快紀錄，贏得了象徵遠洋郵輪速度榮譽的藍絲帶獎。這項成就標誌著自從波羅的海號於19世紀中期奪得該獎以來，首次由美國籍船隻重新奪回並維持此一紀錄。
在17年的服役期間，合眾國號在北大西洋保持約30 kn（56 km/h；35 mph）的航速，無人能敵。由於1960年代郵輪的衰退，許多人認為藍絲帶獎隨著合眾國號的時代而終結。
合眾國號的東向紀錄於1986年被維珍大西洋挑戰者II號（Virgin Atlantic Challenger II）打破，其西向紀錄於1990年被德斯特里羅號打破，但這些船隻並非載客的郵輪。1990年，合眾國號失去了黑星獎杯，該獎由英國海速號奪得，後者創下新的商用船東向速度紀錄。

## 流行文化
由於合眾國號奢華的形象，數部電影在船服役期間或停泊時都曾突出呈現合眾國號。這艘船是多部電影的劇情元素，例如《金粉世界》（1953年）、《紳士配深髮女郎》（1955年）和《一路順風！》（1962年）。 近年來，她曾在停泊費城期間成為2013年電影《無間殺手》的拍攝場景並在片中出現。
近年，也有多部關於合眾國號的紀錄片問世，例如《合眾國號：等待的女士》、《合眾國號：美國製造》（SS United States: Made in America）和《合眾國號：從夢想到現實》（The SS United States: From Dream to Reality）。
合眾國號也出現在1961年電影《西區故事》的片頭序列中。

## 另見
- 約翰·W·安德森（英语：John W. Anderson (sailor)） 和 哈里·曼寧（英语：Harry Manning），合眾國號的船長
- 大衛·麥考利（英语：David Macaulay）：《準時穿越：蒸汽機、快船與新世界之旅》（2019年，[143]，講述規劃、建造與前往紐約市的旅程）

其他美國客輪
- 美國號
- 利維坦號
- 加州號（英语：SS California (1927)）
- 巴西號（英语：SS Brazil (1928)）
- 阿根廷號（英语：SS Argentina (1929)）
- 曼哈頓號（英语：SS Manhattan (1931)）
- 華盛頓號（1932年）
- 翡翠號（英语：SS The Emerald）
- 美國之榮號（英语：MS Pride of America）

修復完成的遠洋班輪案例
- 明華輪
- 忠僕號
- 冰川丸
- 豐沙爾號（英语：MV Funchal）

### 書籍
- Ujifusa, Steven.  Reprint ed. Simon & Schuster. 2013. ISBN 1-4516-4509-0.
- Macaulay, David. . Roaring Brook Press. 2019. ISBN 978-1-59643-477-6.
- Miller, William H. . Dover Publications. 2012. ASIN B00A73FIMK.
- Rindfleisch, James. . Schiffer. 2023. ISBN 978-0-7643-6655-0.
- Streater, Les. . Maritime Publishing Co. 2011. ISBN 0-9531035-6-0.
- Miller, William H. . W.W. Norton & Company. 1991. ISBN 0-393-03062-8.
- Braynard, Frank; Westover, Robert Hudson. . Turner Publishing Company. 2002. ISBN 1-56311-824-6.
- Britton, Andrew. . The History Press. 2012. ISBN 0-7524-7953-9.
- Maxtone-Graham, John.  1st ed. W.W. Norton & Company. 2014. ISBN 0-393-24170-X.
- Miller, William H. . Amberley Publishing. 2015. ASIN B00V76G2O4.
- Miller, William H. . Fonthill Media. 2022. ISBN 1-62545-115-6.
- Billings, Henry. . The Viking Press. 1953.
- Braynard, Frank O.  New. New York: Turner. 1981. ISBN 978-1-59652-764-5. OCLC 745439004.
- Driscoll, Lawrence M.  1st ed. The Glencannon Press. 2013. ISBN 978-1-889901-59-6.

## 外部連結

### 文件
- 合眾國號保護協會官方網站，合眾國號目前的擁有者
- 頭等艙甲板平面圖 的存檔，存档日期2021年10月24日，.
- 艙房艙甲板平面圖 的存檔，存档日期2021年10月24日，.
- 旅客艙甲板平面圖 的存檔，存档日期2021年10月24日，.
- 合眾國號，來自網站 united-states-lines.org 的各種故事存檔

### 藝術作品
- Williams, C. K. . 《紐約客》. 2007-04-16. （原始内容存档于2014-01-10）.
- 合眾國號船上藝術品：Hildreth Meière，多件船上藝術作品圖像

### 影片
- 走訪廢棄的合眾國號，2021年YouTube導覽影片

### 其他
- 合眾國號 的存檔，存档日期2020年7月2日，.，Conservancy停用的網站
- 合眾國號於vesselfinder.com的資訊，列出該船註冊擁有者名單